# 2015年香港區議會選舉
2015年區議會選舉是香港主權移交後的第5屆香港區議會選舉，於2015年11月22日舉行。
是次選舉將會選出香港十八區區議會共431個民選議席本次選舉起，新一屆區議會將不再設有委任議員。連同27個當然議員，合共458個議席。當選的區議會議員任期為四年，由2016年1月1日至2019年12月31日。

## 背景

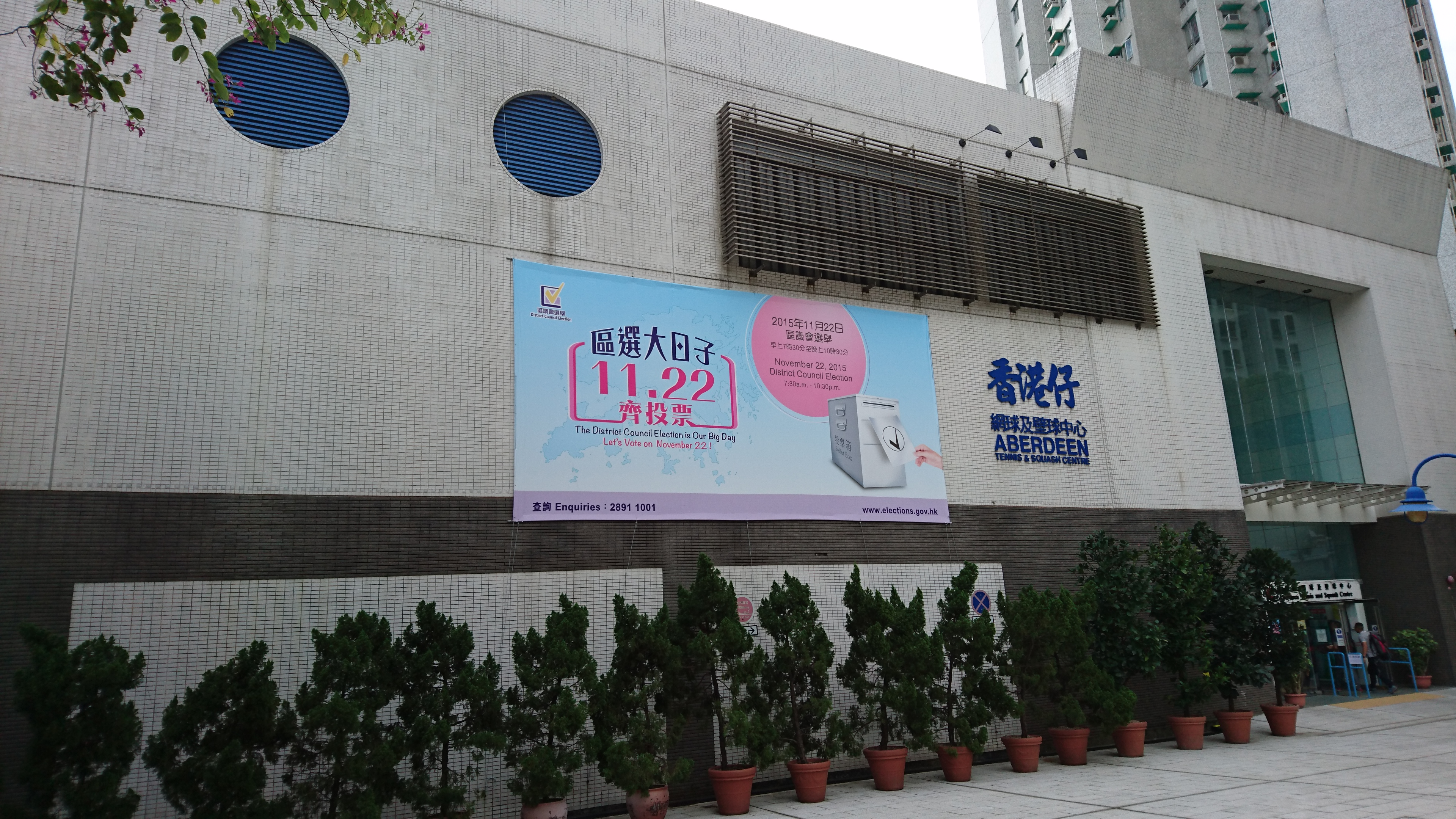
2015年香港區議會選舉之政府宣傳

繼2007年、2011年香港區議會選舉建制派獲得勝利取得更多議席後，泛民主派的地區樁腳日漸薄弱。
與此同時，歷經梁振英上台、國教風波、因自由行而引起的中港矛盾，香港社會形成不同程度的撕裂。而2014年8月31日全國人大常委會就香港政改作出決定，最終導致雨傘革命及長達79日的佔領行動，香港政治局勢分佈出現重大變化。此外，而2015年6月18日政改方案在只有37人參與表決的情況下，8人贊成、28人反對，曾鈺成本人依慣例沒有投票，33人無投票的情況下被大比數否決。
加上由本次選舉起，新一屆區議會不再設有委任議員，這一次全港性選舉被視為佔領行動後，反映香港民意變化的一次選舉。

## 選區分界
因應2012年政改方案通過，政府承諾修改相關法例，2016年全面取消區議會委任議席。另一方面參照人口變動，政府於2016年起於十八區合共增加19個民選議席至431個民選議席。而灣仔區議會及東區區議會人口不均，政府修改相關行政區劃界，將東區位于銅鑼灣的兩個區議會議席範圍改為劃入灣仔區，並把東區縮小至炮台山站附近。
選舉管理委員會（選管會）其後依照法例規定，在2014年6月至7月期間，就選區分界及命名進行公眾諮詢，並於同年11月向行政長官呈交建議報告。在建議報告中，選管會修訂了109個選區的分界。

### 議席數目
各區議席數目分佈如下：
| 地區     | 議席數目 | 議席數目 | 總數 |
| 地區     | 民選     | 當然     | 總數 |
| -------- | -------- | -------- | ---- |
| 中西區   | 15       | -        | 15   |
| 灣仔區   | 13       | -        | 13   |
| 東區     | 35       | -        | 35   |
| 南區     | 17       | -        | 17   |
| 油尖旺區 | 19       | -        | 19   |
| 深水埗區 | 23       | -        | 23   |
| 九龍城區 | 24       | -        | 24   |
| 黃大仙區 | 25       | -        | 25   |
| 觀塘區   | 37       | -        | 37   |
| 荃灣區   | 18       | 2        | 20   |
| 屯門區   | 29       | 1        | 30   |
| 元朗區   | 35       | 6        | 41   |
| 北區     | 18       | 4        | 22   |
| 大埔區   | 19       | 2        | 21   |
| 西貢區   | 27       | 2        | 29   |
| 沙田區   | 38       | 1        | 39   |
| 葵青區   | 29       | 1        | 30   |
| 離島區   | 10       | 8        | 18   |
| 總數     | 431      | 27       | 458  |

| - 分界圖索引（页面存档备份，存于） - 中西區（页面存档备份，存于） - 灣仔區（页面存档备份，存于） - 東區（页面存档备份，存于） - 南區（圖一）（页面存档备份，存于） - 南區（圖二）（页面存档备份，存于） - 油尖旺區（页面存档备份，存于） - 深水埗區 - 九龍城區（页面存档备份，存于） - 黃大仙區（页面存档备份，存于） - 觀塘區（页面存档备份，存于） | - 荃灣區（页面存档备份，存于） - 屯門區 - 元朗區（页面存档备份，存于） - 北區（圖一）（页面存档备份，存于） - 北區（圖二）（页面存档备份，存于） - 大埔區（圖一）（页面存档备份，存于） - 大埔區（圖二）（页面存档备份，存于） - 西貢區（圖一）（页面存档备份，存于） - 西貢區（圖二）（页面存档备份，存于） - 沙田區（页面存档备份，存于） - 葵青區（页面存档备份，存于） - 離島區（页面存档备份，存于） |

## 各政黨形勢

### 建制派
- 民主建港協進聯盟：民建聯共派出170人參選，其中111人為角逐連任的現任區議員，36人為首次參選。黨內10位現任區議員不再參選，包括已擔任20年中西區區議員的葉國謙[5][6]。
- 香港工會聯合會：工聯會共派出51人參選，其中29人為角逐連任的現任區議員，22人為首次參選，目標是突破去屆34席的成績[7]。
- 新民黨：新民黨共派出42人參選，其中28人為角逐連任的現任區議員，包括17位原公民力量成員，因公民力量與新民黨於2014年2月結盟而加入後者[8]。
- 香港經濟民生聯盟：經民聯共派出15人參選，其中13人為角逐連任的現任區議員[9]。而在九龍西三區，由經民聯成員梁美芬發起的西九新動力亦有多名成員參選2015年區議會選舉，但有部分人只標示為獨立人士，隱藏與西九新動力的關係。
- 自由黨：自由黨共派出19人參選，其中8人為角逐連任的現任區議員，8人為首次參選[10]。
- 創建力量：2013年由親建制團體九龍社團聯會全力支持而成立。派出24人出選，當中22人出戰九東。參選誓師日有民建聯九龍東立法會議員陳鑑林、創建力量顧問暨九龍東立法會議員謝偉俊、九龍社團聯會永遠會長高寶齡、九龍東區各界聯會會長李志峯、九龍東潮人聯會代表會長楊育城、香港福建社團聯會副主席兼九龍東分會副會長藍建平、香港廣西社團總會會長鄧清河、香港廣東社團總會副主席兼九龍東副召集人馬鴻銘、香港海南社團總會常務副會長韓陽光等人亦有出席昨日的誓師大會，為創建力量的候選人打氣[11][12][13][14]。
- 新界社團聯會：自從2012年會長梁志祥以新界社團聯會支持獲得新界西立法會最後一席，新界社團聯會投入政治越來越多。2015年區議會，新社聯承認將會支持161名區選參選人，皆為該會理事、會員或友好。這可說是繼民建聯（171人參選）外的第二大建制參選勢力，但公開表明與新社聯有關的參選人僅5人－－5人明確打出新社聯牌頭，包括新社聯會長梁志祥，9名成員以獨立參選人名義參選。但新社聯認為他們推薦支持是不同於政黨的支持，新社聯不會為參選人提供財政資助，只會發信動員支持相關參選人，選舉前兩至三日亦再致電會員[15]。

### 民主派

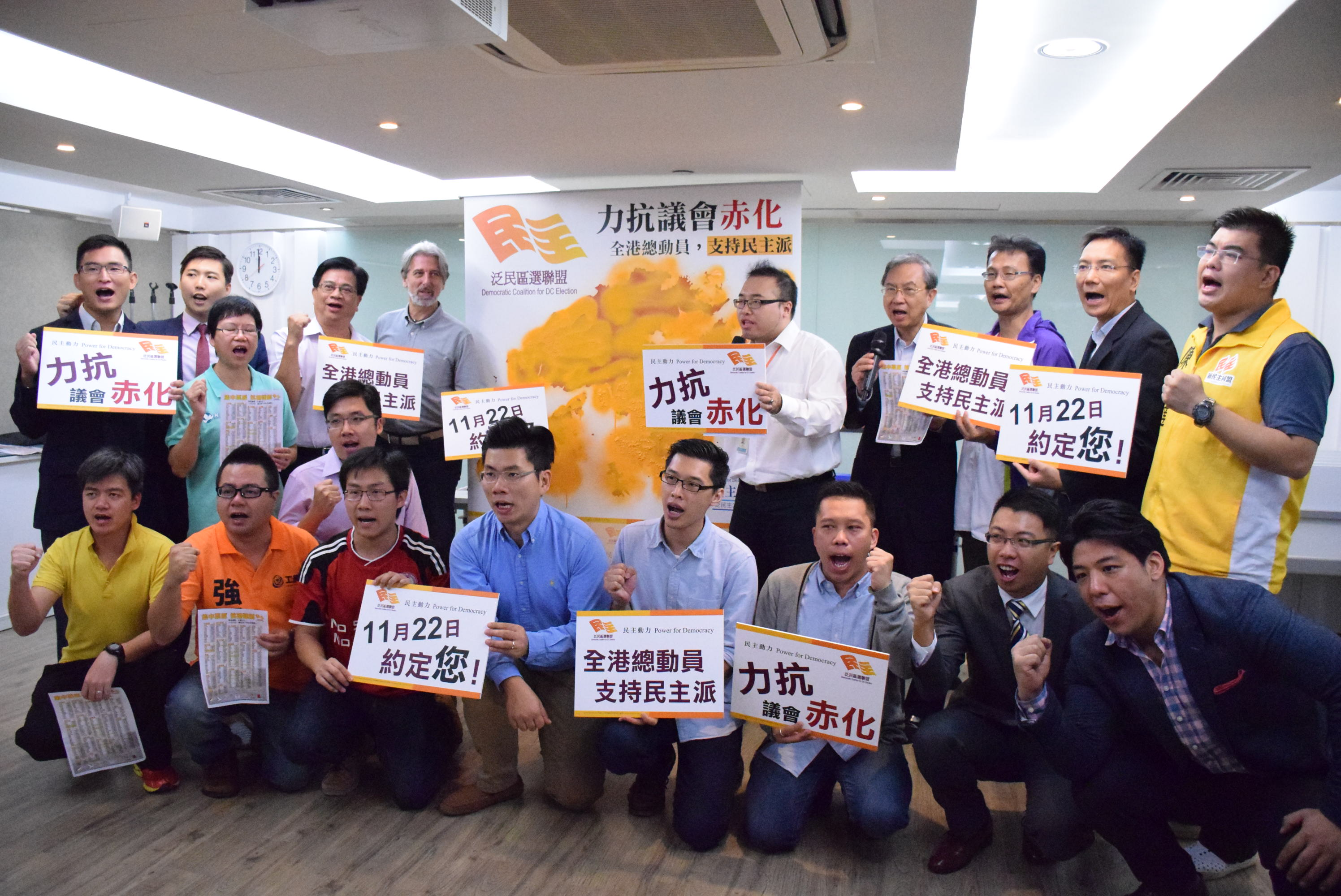
「民主動力」於2015年11月15日以「力抗議會赤化」為題召開記者會

泛民主派在上屆區議會選舉失利後，因缺乏人才及失去以區議會選區作為地區樁腳，實力大減。但隨著行政長官梁振英上台，香港經歷多次的政治風波，令泛民主派再次活躍於香港的政治環境。在上屆選舉後，香港舉行了9次區議會選區的補選。泛民主派雖然只贏了4次，但卻是前兩屆補選以來勝出率及次數最高的一次，無疑增加了本屆選舉的信心。然而，隨著雨傘運動後，各區相繼出現了不少地區團體，並計劃參選，無疑對泛民選情再添變數。
- 民主黨：因支持和參與雨傘革命及反對政改而造成部分支持政改並支持與中央政府保持溝通的保守派退出，雖然人民力量不再狙擊民主黨，但部分地區因雨傘運動引發的地區團體（以下簡稱「傘後團體」或「傘兵」）出現同選區參選（以下簡稱「撞區」），民主黨認為這類「同路人」（包括「中間派」及「傘兵」），較2011年當年的人民力量狙擊及建制派攻擊嚴重，民主黨在今屆區選相較於上屆更加險峻。由於民主黨在2012年立法會選議席比起前屆少，當中更於新界西因配票失誤失去直選代表，地區資源分配及接觸點亦相對較少，今屆該黨共派出約95人參選，當中約40人爭取連任，全港十八區該黨皆有成員出戰，分配資源，地區宣傳以及與地區團體的協調成為民主黨一大難題，以致削弱對其他候選人的支援及進行有反擊性的選舉策略[16]。
- 香港民主民生協進會：民協今屆區選目標除了保住現有16個議席外，更於個別新劃選區派出代表參選，合共約25人，以擺脫建制派在原有選區的挑戰。
- 公民黨：由於公民黨以政治明星為招徠，地區工作欠奉，只有不足十名區議員。曾在傳媒茶敘表示實行精兵制，派出25人參與中產階層為主的選區。
- 街坊工友服務處：今屆區選除5名葵青區議員將爭取連任外，亦派出新人於葵盛西邨參選，試圖拓展街工在葵青的勢力。
- 工黨：工黨在2011年12月正式成立後，一直未有區議員。直至2015年7月，郭永健於大埔新富選區補選以四成選票，勝過其餘兩位建制派（二人各佔約三成選票），成為工黨第一位區議員。據早前宣佈，工黨計劃分別在沙田廣康、頌安等選區共派出12名成員參選，不少選區皆是建制派的重鎮。
- 新民主同盟：宣佈計劃派16名成員參選，有6人是現任區議員，8人則是首次參選，平均年齡只有32歲，全部人都有大學學士或以上學歷。其中出選沙田、將軍澳的人最多，各自有5人出選，當中包括出戰將軍澳的立法會議員范國威[17]。
- 人民力量：自2011年區議會選舉後，黃毓民曾在電台訪問總結「票債票償」活動失敗。而人民力量經過兩次成員離開，當中包括香港泛藍以新界西立法會參選問題於2012年初退出人民力量；其後因香港人網2013年3月倒閉而引起人民力量內訌而於2013年5月黃毓民以普羅政治學苑名義退出人民力量，聲勢與2012年立法會選舉時，不可同日而語。後來譚香文加入前線成為人民力量唯一區議員。據人民力量2015年傳媒茶敘表示，除現在成員爭取連任外，亦會於部分2011年參選區域派出幾名代表參選。人民力量聲言不會以狙擊民主黨為目標[18]，強調除非民主黨再次「轉軚」通過政改才會重啟票債票償運動[19]。結果泛民一致否決政改，人民力量未有狙擊民主黨。
- 社會民主連線：由於在2011年區議會選舉中廿多名參選人全軍覆汲，社民連表示將實行精兵制，派出不多於十人參與本屆選舉。
- 民主陣線：除了現任區議員麥業成爭取連任，還有另外四人在元朗、荃灣、深水埗等區出選。
- 傘後團體：雨傘運動後，香港各區出現了不少團體，計劃派員參選，其中不少選區皆是自動當選的選區或建制派的重鎮，但亦有部份與泛民撞區。

### 中間派
- 專業動力：由前自由黨成員方國珊成立的專業動力，派出11人以「對西貢將軍澳有承擔，民生公義要堅持」為口號」參選西貢區，成為泛民建制以外的第三力量。
- 新思維：由前民主黨黨員黃成智於2015年成立的新思維，派出四人參選北區、元朗、荃灣及葵青區。

## 候選人提名
本次區議會選舉提名期由10月2日開始，至10月15日結束。本屆區議會選舉共收到951份提名表格（包括8份已退選），提名是否有效與候選人編號抽籤，於10月19日和10月20日，候選人簡介會後公佈，共有935份為有效提名，所有有效提名的候選人資料已在憲報刊登。在公佈獲有效提名的候選人中，如果選區只有一名獲有效提名則自動當選。其餘選區於11月22日競逐議席。
| - 中西區（页面存档备份，存于） - 灣仔區（页面存档备份，存于） - 東區（页面存档备份，存于） - 南區（页面存档备份，存于） - 油尖旺區（页面存档备份，存于） - 深水埗區（页面存档备份，存于） - 九龍城區（页面存档备份，存于） - 黃大仙區（页面存档备份，存于） - 觀塘區（页面存档备份，存于） | - 荃灣區（页面存档备份，存于） - 屯門區（页面存档备份，存于） - 元朗區（页面存档备份，存于） - 北區（页面存档备份，存于） - 大埔區（页面存档备份，存于） - 西貢區（页面存档备份，存于） - 沙田區（页面存档备份，存于） - 葵青區（页面存档备份，存于） - 離島區（页面存档备份，存于） |

## 特色

### 超級區議會議席之爭
與上屆一樣，各大政團為取得2016年立法會選舉超級區議會議席，均派出重量級人物出選。
在東區小西灣選區，工聯會的王國興得到該區議員讓路出選，被指來屆接替陳婉嫻出選超級區議會；在灣仔樂活選區，謝偉俊接替妻子白韻琴出選；在南區海怡東選區，公民黨的陳家洛挑戰獨立建制派林啟暉。
另外，4名現任超級區議員亦在自己所屬選區尋求連任，惟工聯會陳婉嫻放棄連任。

### 傘兵參選
今屆區議會選舉為雨傘運動後首次全港性選舉，多個曾參與運動的人士（以下俗稱「傘兵」）均於運動完結後，積極落區部署參選。惟他們並沒有刻意在選舉中向選民表達明顯的政治立場，反而以地區工作為主要政綱。今屆有超過50名傘兵於全港18區內參選，當中有不少是挑戰建制派「雙料議員」。例如在九龍城黃埔東選區，青年新政的游蕙禎挑戰經民聯的梁美芬；在東區漁灣選區，傘下爸媽的徐子見挑戰民建聯的鍾樹根等。

### 協調失衡
與上屆一樣，今屆區選兩大陣營各自有撞區互撼的情況出現，同一陣營不同黨派派出超過一名代表出戰同一個選區，做成「民主打民主，建制鬥建制」的現象發生。
泛民方面，今屆由於沒有任何泛民政黨在政改方案中轉軚支持，人民力量沒有狙擊民主黨，而社民連亦重返「泛民區選聯盟」協調機制。人民力量雖然沒有參與協調，但承諾不會與泛民「撞區」。然而，由於不少「傘兵」參選，民主動力邀請他們參與泛民的協調機制，但仍有9區與泛民「撞區」，當中都是與民主黨對陣，如大南選區、堅摩選區。
建制派方面，由於多個建制政黨如經民聯、新民黨等近年相繼成立，這些建制政黨均希望擴大自己的政治版圖。在選舉前，各建制政黨均在同區「落區」做地區工作，尤以沙田區最為嚴重。雖然最後經過協調，但仍有不少選區均有兩名建制派出選，如北區聯和墟、沙田乙明、禾輋、下城門、碧湖等。

## 選舉論壇
所有論壇除了經大氣電波，於電視或電台廣播外，亦會於所屬媒體的官方網站直播及提供重溫。
屯門樂翠選區共有六名候選人，競爭激烈，是唯一同時獲所有傳媒舉辦選舉論壇的選區，但其中兩位候選人張永偉、沈錦添所有論壇均沒有出席。而灣仔樂活、中西區西環、深水埗荔枝角北及西貢都善則同時獲兩間傳媒舉辦選舉論壇。

### 商業電台
商業電台區選論壇在雷霆881《在晴朗的一天出發》時段內08:30-10:00播出。
| 選區     | 日期     | 備註                     |
| -------- | -------- | ------------------------ |
| 屯門樂翠 | 10月26日 | 4號張永偉及5號沈錦添缺席 |

### now寬頻電視
now寬頻電視《全方位睇區選》在Now新聞台《時事全方位》時段內播出，主持為吳志賡及戴祖而。
| 選區       | 日期     | 時間        | 備註                     |
| ---------- | -------- | ----------- | ------------------------ |
| 屯門樂翠   | 11月9日  | 10:35-11:00 | 4號張永偉及5號沈錦添缺席 |
| 灣仔樂活   | 11月10日 | 10:35-11:00 |                          |
| 中西區山頂 | 11月11日 | 10:30-10:50 |                          |
| 中西區觀龍 | 11月12日 | 10:30-10:50 |                          |

### 香港電台
電視
香港電台《2015區議會選舉論壇》在19:00-19:30於港台電視31及亞洲電視本港台播出，主持為蘇敬恆。
| 選區           | 日期     | 備註                     | 網上重溫                       |
| -------------- | -------- | ------------------------ | ------------------------------ |
| 中西區西環     | 11月16日 |                          | 網上重溫（页面存档备份，存于） |
| 中西區大學     | 11月16日 |                          | 網上重溫（页面存档备份，存于） |
| 深水埗荔枝角北 | 11月17日 |                          | 網上重溫（页面存档备份，存于） |
| 北區祥華       | 11月18日 | 1號葉曜丞及2號陳旭明缺席 | 網上重溫（页面存档备份，存于） |
| 離島大嶼山     | 11月18日 | 1號余漢坤及3號袁玉華缺席 | 網上重溫（页面存档备份，存于） |
| 西貢都善       | 11月19日 |                          | 網上重溫（页面存档备份，存于） |
| 屯門樂翠       | 11月20日 | 4號張永偉及5號沈錦添缺席 | 網上重溫（页面存档备份，存于） |

「區選‧視點」環節在逢星期二21:00-22:00於港台電視31《視點31》節目內播出。
| 選區         | 日期     | 主持   | 備註          | 網上重溫                       |
| ------------ | -------- | ------ | ------------- | ------------------------------ |
| 觀塘秀茂坪南 | 11月3日  | 彭德章 | 1號陳耀雄缺席 | 網上重溫（页面存档备份，存于） |
| 灣仔司徒拔道 | 11月10日 | 陳淑怡 |               | 網上重溫（页面存档备份，存于） |
| 灣仔樂活     | 11月17日 | 麥嘉緯 |               | 網上重溫（页面存档备份，存于） |

電台
香港電台《區議會選舉論壇2015》在香港電台第一台《自由風自由Phone》節目內19:00-20:00播出。
| 選區           | 日期     | 主持   | 備註                     |
| -------------- | -------- | ------ | ------------------------ |
| 荃灣馬灣       | 11月9日  | 區家麟 | 4號黃超華缺席            |
| 元朗天恒       | 11月9日  | 區家麟 | 3號陸頌雄缺席            |
| 西貢都善       | 11月10日 | 陳燕萍 |                          |
| 屯門友愛北     | 11月10日 | 陳燕萍 | 3號林立缺席              |
| 灣仔司徒拔道   | 11月11日 | 陳燕萍 | 1號黃宏泰缺席            |
| 深水埗荔枝角北 | 11月11日 | 陳燕萍 |                          |
| 屯門樂翠       | 11月12日 | 區家麟 | 4號張永偉及5號沈錦添缺席 |
| 灣仔樂活       | 11月16日 | 區家麟 |                          |
| 中西區西環     | 11月16日 | 區家麟 |                          |

## 投票與點票安排
本次選舉投票於11月22日舉行，全香港363個選區共495個一般投票站及24個專用投票站，於投票日開放予約312萬名列於2015年正式選民登記冊上的選民投票。一般投票站及設於警署的3個專用投票站，投票時間由7:30至22:30。基於保安理由，設於懲教院所內的21個專用投票站，投票時間為9:00至16:00。點票工作於投票結束後進行，並於翌日凌晨5:55順利完成約146.7萬張選票的點算工作。

## 投票率
1994年至2015年各屆區議會選舉的時段投票率：
| 年份 時間 | 1994  | 1999   | 2003   | 2007   | 2011   | 2015   |
| --------- | ----- | ------ | ------ | ------ | ------ | ------ |
| 08:30     | 0.8%  | 0.85%  | 1.06%  | 1.08%  | 1.19%  | 1.28%  |
| 09:30     | 2.3%  | 2.72%  | 3.3%   | 3.3%   | 3.59%  | 3.85%  |
| 10:30     | 4.6%  | 5.43%  | 6.59%  | 6.26%  | 6.73%  | 6.79%  |
| 11:30     | 7.1%  | 8.41%  | 10.12% | 9.5%   | 10.1%  | 10.89% |
| 12:30     | 9.4%  | 11.09% | 13.44% | 12.34% | 13.2%  | 14.48% |
| 13:30     | 11.4% | 13.41% | 16.27% | 14.83% | 15.85% | 17.66% |
| 14:30     | 13.5% | 15.79% | 19.38% | 17.48% | 18.73% | 20.97% |
| 15:30     | 15.5% | 18.01% | 22.27% | 20.05% | 21.48% | 24.18% |
| 16:30     | 17.6% | 20.46% | 25.27% | 22.68% | 24.33% | 27.37% |
| 17:30     | 19.7% | 22.89% | 28.3%  | 25.3%  | 27.08% | 30.59% |
| 18:30     | 21.9% | 25.5%  | 31.35% | 28.07% | 30.2%  | 33.96% |
| 19:30     | 24.1% | 27.9%  | 34.36% | 30.63% | 32.88% | 37.12% |
| 20:30     | 26.5% | 30.3%  | 37.33% | 33.19% | 35.57% | 40.25% |
| 21:30     | 29.5% | 32.98% | 40.68% | 35.97% | 38.54% | 43.62% |
| 22:30     | 33.1% | 35.82% | 44.1%  | 38.83% | 41.49% | 47.01% |

本屆各時段投票率均為歷屆最高。

## 選舉結果
| 政黨             | 政黨             | 政黨         | 票數      | %      | ±      | 參選 | 當選 | ±    |
| ---------------- | ---------------- | ------------ | --------- | ------ | ------ | ---- | ---- | ---- |
|                  |                  | 民建聯       | 309,262   | 21.39  | ▼ 2.5  | 171  | 119  |      |
|                  | 工聯會           | 88,292       | 6.11      | ▲ 3.01 | 48     | 27   | ▼ 2  |      |
|                  | 新民黨/公民力量  | 75,793       | 5.24      | ▲ 0.94 | 42     | 26   | ▼ 1  |      |
|                  | 經民聯           | 27,452       | 1.9       |        | 16     | 10   | ▼ 4  |      |
|                  | 自由黨           | 25,157       | 1.74      | ▼ 0.24 | 20     | 9    | ▼ 1  |      |
|                  | 西九新動力       | 11,647       | 0.81      |        | 5      | 3    | ▼ 1  |      |
|                  | 公屋聯會         | 3,457        | 0.24      |        | 1      | 1    | ▲ 1  |      |
|                  | 勞聯             | 3,168        | 0.22      | ▲ 0.06 | 2      | 1    |      |      |
|                  | 新界社團聯會     | 2,356        | 0.16      | ▼ 0.03 | 2      | 2    |      |      |
|                  | 新論壇           | 1,717        | 0.12      |        | 1      | 0    | ▼ 1  |      |
|                  | 獨立建制派       | 241,088      | 16.68     |        | 178    | 100  |      |      |
| 建制派總計       | 建制派總計       | 建制派總計   | 788,389   | 54.61  | ▼ 0.81 | 486  | 298  | ▼ 6  |
|                  |                  | 民主黨       | 196,068   | 13.56  | ▼ 3.86 | 95   | 43   | ▲ 1  |
|                  | 民協             | 55,275       | 3.82      | ▼ 0.03 | 26     | 18   | ▲ 2  |      |
|                  | 公民黨           | 52,346       | 3.62      | ▼ 0.41 | 25     | 10   | ▲ 3  |      |
|                  | 新同盟           | 42,148       | 2.92      | ▲ 0.77 | 16     | 15   | ▲ 8  |      |
|                  | 工黨             | 23,029       | 1.59      |        | 12     | 3    | ▲ 2  |      |
|                  | 街工             | 16,105       | 1.11      | ▼ 0.11 | 6      | 5    |      |      |
|                  | 社民連           | 6,526        | 0.45      | ▼ 1.4  | 5      | 0    |      |      |
|                  | 民主動力         | 3,938        | 0.27      | ▼ 0.05 | 1      | 1    |      |      |
|                  | 沙田社區網絡     | 3,718        | 0.26      |        | 2      | 1    | ▲ 1  |      |
|                  | 獨立泛民主派     | 52,612       | 3.64      |        | 38     | 9    |      |      |
| 泛民區選聯盟總計 | 泛民區選聯盟總計 | 451,765      | 31.25     | ▼ 0.04 | 226    | 105  | ▲ 21 |      |
|                  | 青年新政         | 12,520       | 0.87      |        | 9      | 1    | ▲ 1  |      |
|                  | 人民力量         | 11,503       | 0.8       | ▼ 1.19 | 9      | 0    |      |      |
|                  | 民主陣線         | 5,313        | 0.37      |        | 4      | 1    |      |      |
|                  | 屯門社區關注組   | 5,196        | 0.36      |        | 4      | 0    |      |      |
|                  | 東九龍社區關注組 | 3,922        | 0.27      |        | 3      | 1    | ▲ 1  |      |
|                  | 慈雲山建設力量   | 3,633        | 0.25      |        | 2      | 0    |      |      |
|                  | 熱血公民         | 3,006        | 0.21      |        | 6      | 0    |      |      |
|                  | 前綫             | 2,974        | 0.21      |        | 1      | 1    |      |      |
|                  | 北區動源         | 1,710        | 0.12      |        | 1      | 0    |      |      |
|                  | 土地正義聯盟     | 1,482        | 0.1       | ▼ 0.16 | 1      | 0    |      |      |
|                  | 荃灣民生動力     | 1,500        | 0.1       |        | 1      | 0    |      |      |
|                  | 獨立非建制派     | 77,767       | 5.38      |        | 66     | 17   |      |      |
| 非建制派總計     | 非建制派總計     | 非建制派總計 | 581,058   | 40.2   | ▲ 1    | 335  | 126  | ▲ 25 |
| 中間派或其他     | 中間派或其他     | 中間派或其他 | 75,079    | 5.19   | ▼ 0.19 | 114  | 7    | ▲ 4  |
| 總計有效票       | 總計有效票       | 總計有效票   | 1,445,526 | 100    |        | 935  | 431  | ▲ 19 |
| 廢票             | 廢票             | 廢票         | 21,730    |        |        |      |      |      |
| 總計             | 總計             | 總計         | 1,467,229 |        |        |      |      |      |
| 投票率           | 投票率           | 投票率       | 47.01%    |        |        |      |      |      |

議席分佈
建制派：299席，69.14%

以民主陣營、建制陣營二元分立的選舉地圖

1. 民建聯：171名參選人共得119席，當選率69.6%[1][29]（其中3人2席同為工聯會成員、2席退出民建聯，實際議席數為117席）
2. 工聯會：51名參選人共得29席，當選率56.86%（其中3人2席同為民建聯成員，48人只以工聯會參選而得27席）
3. 新民黨：42名參選人共得26席，當選率61.90%，當中
  1. 只代表新民黨：21名參選人共得15席，當選率71.43%
  2. 同時代表公民力量及新民黨：21名參選人共得11席，當選率52.38%
4. 經民聯：16名參選人共得10席，當選率62.50%（其中3席同為西九新動力成員，另有2席不以經民聯名義出選而當選，實際議席數為12席）
5. 自由黨：20名參選人共得9席，當選率45.00%
6. 西九新動力：5名參選人共得3席，當選率60%（其中3席同為經民聯成員，另有4席不以西九新動力名義出選而當選，不計經民聯成員下實際議席數為4席）
7. 公屋聯會：1名參選人共得1席，當選率100%
8. 勞聯：2名參選人共奪得1席，當選率50.00%
9. 新界社團聯會：2名參選人共奪得2席，當選率100.00%（另有3席不以新界社團聯會名義出選而當選，實際議席數為5席）
10. 新論壇：5名參選人共得4席，當選率80%（其中4席同為創建力量成員，另有2席不以新世紀論壇名義出選而當選，不計創建力量成員下實際議席數為2席）
11. 創建力量：24名參選人共奪20席，當選率83.33%（其中4席同為新世紀論壇成員）
12. 其它：75席

泛民區選聯盟 (2015年)：104席，24.13%（不計沙田社區網絡成員）
1. 民主黨：95名參選人共得43席，當選率45.26%
2. 民協：26名參選人共得18席，當選率69.23%
3. 公民黨：25名參選人共得10席，當選率40.00%
4. 新同盟：16名參選人共得15席，當選率93.75%
5. 工黨：12名參選人共得3席，當選率25.00%
6. 街工：6名參選人共得5席，當選率83.33%
7. 社民連：5名參選人全部落敗
8. 民主動力：1名參選人共得1席，當選率100%
9. 將軍澳民生關注組：11名參選人共得5席，當選率36.36%（其中2席同為民主黨成員、1席同為新民主同盟成員，不計民主黨、新民主同盟成員下實際議席數為2席）
10. 其它：7席

其他泛民主派：11席，2.78%（不計傘兵）
1. 人民力量：10名參選人共得1席，當選率10%（其中1席同為前綫成員）
2. 民主陣線：4名參選人共得1席，當選率25%
3. 土地正義聯盟：1名參選人全部落敗
4. 其它：9席（其中1席變成溫和本土派）

傳統本土派：9席，2.09%
1. 青年新政：9名參選人共得1席，當選率11.11%（溫和本土派）
2. 沙田社區網絡：2名參選人共得1席，當選率50.00%（溫和本土派）
3. 東九龍社區關注組：3名參選人共得1席，當選率33.33%（溫和本土派）
4. 埔向晴天：1名參選人共得1席，當選率100%（溫和本土派）
5. 灣仔好日誌：1名參選人共得1席，當選率100%
6. 太古社區工程：1名參選人共得1席，當選率100%
7. 傘下爸媽：1名參選人共得1席，當選率100%
8. 基督徒社關團契：5名參選人共得1席，當選率20%
9. 屯門社區關注組：4名參選人全部落敗
10. 慈雲山建設力量：2名參選人全部落敗
11. 北區動源：1名參選人全部落敗
12. 荃灣民生動力：2名參選人全部落敗（其中1名參選人提名無效）
13. 灣仔廣義：2名參選人全部落敗
14. 西環飛躍動力：3名參選人全部落敗
15. 其它：1席（溫和本土派）

激進本土派：0席，0.00%
1. 熱血公民：6名參選人全部落敗
2. 城邦派：3名參選人全部落敗（其中1名參選人提名無效）

中間派：8席，1.86%
1. 民主思路：1名參選人共得1席，當選率100%
2. 新思維：4名參選人共得1席，當選率25.00%（該席為自動當選議席）
3. 專業動力：10名參選人共得4席，當選率40.00%
4. 其它：2席

註：此統計已計算有2席分別由香港民主派變成建制派、中間派，而選舉結果沒有計算。

## 選後統計
- 投票人數：1,467,229
- 投票率：47.01%（歷年新高）

自動當選
- 自動當選人數：66名[33][34][35][36][37][38][39]（佔431個民選議席15.31%），較上屆76名（佔412個民選議席18.93%）為低
  - 民建聯：21名
  - 工聯會：7名
  - 新民黨及公民力量：3名
  - 新民黨：4名
  - 自由黨：2名
  - 西九新動力：3名
  - 社區18：1名
  - 創建力量：2名
  - 新界社團聯會：1名
  - 新思維：1名
  - 獨立人士：23名

選區
- 預計人口最多選區：觀塘區議會麗港城選區（J25）（24,598人）[40]
- 預計人口最少選區：離島區議會南丫及蒲台選區（T08）（6,183人）[40]
- 預計人口最少選區（非自動當選）：離島區議會長洲北選區（T10）（11,082人）[40]
- 最多投票站選區：離島區議會大嶼山選區（T01）（9個）[41]
- 最高投票率地區：荃灣區議會（50.88%）
- 最低投票率地區：屯門區議會（41.69%）
- 最高投票率選區：深水埗區議會荔枝角中選區（F16）（65.32%）[42]
- 最低投票率選區：油尖旺區議會尖沙咀中選區（E18）（30.16%）[42]
- 最多人投票選區：觀塘區議會麗港城選區（J25）（7,383票）[42]
- 最少人投票選區：油尖旺區議會佐敦北選區（E19）（1,344票）[42]
- 最多自動當選議席地區：觀塘區議會（11席）
- 最少自動當選議席地區：中西區區議會及深水埗區議會（無自動當選議席）
- 競爭最激烈選區：屯門區議會富新選區（L14）及樂翠選區（L19）（各有6名候選人）
- 最多直選議席地區：沙田區議會（38席）
- 最少直選議席地區：離島區議會（10席）
- 最多直選議席更替地區：沙田區議會（13席更替）
- 最少直選議席更替地區：南區區議會（僅1席更替）

候選人
- 得票最多的男性當選者（票王）：任啟邦（新民主同盟）（P06怡富，4,148票）
- 得票最多的女性當選者（票后）：董健莉（民建聯）（R19大圍，3,649票）
- 得票最多的落選者：譚文豪（公民黨） （J25麗港城，3,243票）
- 得票最低的當選者：黎銘澤（新民主同盟） （Q13軍寶，784票）
- 得票最低的落選者：陳寶玉 （G12啟德北，16票）
- 得票率最高的當選者：陳繼偉 （Q07維景，3,371票中得3,014票，得票率89.41%）
- 得票率最高的落選者：黎熙琳 （D09華富南，3,261票中得1,629票，得票率49.95%）
- 得票率最低的當選者：黎銘澤 （Q13軍寶，2,868票中得784票，得票率27.34%）
- 得票率最低的落選者：陳寶玉 （3,631票中得16票，得票率0.44%）
- 得票差距最小的當選者：歐立成（D09華富南，得1,632票，以3票之差擊敗得1,629票的黎熙琳）
- 得票差距最大的當選者：梁里（Q09健明，得3,719票，以3,009票之差擊敗得710票的周家樂）
- 候選人平均年齡[註 9]：43.26歲
- 當選者平均年齡[註 9]：44.4歲[43]
- 最年長的當選者[註 9]：蘇炤成 （75歲）
- 最年輕的當選者[註 9]：黃學禮 （22歲）
- 最年長的落選者[註 9]：林立（76歲）
- 最年輕的落選者[註 9]：冼卓嵐、張駿邦、劉栢彤、李文浩、曹啓暉、譚灝琳、陳展浚、王進洋（均為21歲）
- 連任最多屆的當選者：張永森（F15 美孚北）、蘇炤成（L12 三聖）（由1982年起成為區議員，直至現在共連任9屆區議員）
- 成功連任人數：人（佔上屆個民選議席之%）
- 競逐連任失敗人數：73人[43]
- 首次參選成功當選人數：75人[43]
- 成功重返區議會人數：6人（古桂耀、王國興、譚國僑、林文輝、何君堯、丁士元）
- 19位擁有立法會議員身份的候選人：
  - 14人當選：包括涂謹申（民主黨）、王國興（工聯會）、李慧琼（民建聯）、田北辰（新民黨）、謝偉俊（創建力量）、郭偉强（工聯會）、胡志偉（民主黨）、梁美芬（經民聯/西九新動力）、陳恒鑌（民建聯）、梁志祥（民建聯）、范國威（新民主同盟）、梁耀忠（街工）、麥美娟（工聯會）及鄧家彪（工聯會）
  - 5人落敗：何俊仁（民主黨）、陳家洛（公民黨）、馮檢基（民協）、鍾樹根（民建聯）、葛珮帆（民建聯）[44][45]
- 委任議員轉戰民選議席：
  - 7人當選：包括葉永成、王威信、陳耀雄、林翠玲、陳博智、余漢坤、周浩鼎
  - 6人落敗：包括楊默、黃錦超、黃國恩、莊健成、莊耀勤、何國華
- 得票少於5%而被沒收選舉按金人數：61人（佔867名非自動當選的候選人之7.04%）[46]
- 當然議員轉戰民選議席[註 10]：
  - 1人當選：何君堯
  - 1人落敗：文春輝

政黨
- 最大政黨：民建聯（119 席）
- 最小政黨：人民力量、港九勞工社團聯會、新思維（各1席）
- 當選率最高政黨：新民主同盟（16名候選人中有15人當選，當選率93.75%）
- 當選率最高議政團體（5席或以上）：新世紀論壇 （7人參選有6人當選，當選率85.71%）
- 泛民得票率：37.46%（541,526 票）
- 建制得票率：54.19%（783,427 票）
- 其他得票率：8.35%（120,745 票）

## 選區焦點

### 中西區
- 中環選區（A01）、半山東選區（A02）

現任中環選區區議員許智峯上屆從前任議員阮品強接棒入局，今屆競選連任，最終以與上屆相若的票差擊敗建制派對手劉尉欣連任；鄰近的半山東選區自郭家麒於2007年放棄連任後，議席便由獨立親建制人士張翼雄擔任，今屆民主黨派出上屆於屯門區議會翠興選區參選，後於2013年到半山東落戶的吳兆康出戰，吳於選戰期間一直砲轟張的「假獨立，真建制」形象，最終以55票之差險勝對手，為民主派重奪該區議席。值得一提的是，半山東選區是行政長官梁振英(即官邸禮賓府所在)所屬的選區，而票站高主教書院更是吳兆康的母校。而許、吳兩人更被傳媒稱為民主黨的「中區孖寶」。
- 山頂選區（A04）

過往山頂選區一直是傳媒採訪選戰的焦點，但今屆戰情較淡，投票率也較上屆為低。上屆自由黨陳浩濂擊敗時任公民黨立法會議員陳淑莊。本屆曾傳出對沖基金經理錢志健有意參選，而陳浩濂最終對手是與錢志健同屬「2047香港監察」的陳樹滿（兼傘後組織「香港基督徒社關團契」成員），並獲部份泛民成員支持。結果陳浩濂以1,837票大勝而回，對手陳樹滿只得317票。
- 觀龍選區（A07）

民建聯立法會議員葉國謙宣佈本屆不參選。改由徒弟楊開永參選，對手是傘兵成員青年新政召集人梁頌恆，楊開永以2,491票當選，為民建聯保住該選區議席。
- 寶翠選區（A09）

上屆選舉民主黨時任議員楊浩然在人民力量分薄選票下，以33票之微敗於香港島各界聯合會的林懷榮。由於今屆區議會取消委任議員制度，連續兩屆獲委任，上屆更出任中西區區議會主席的葉永成，得到現任議員林懷榮讓路，轉戰直選議席。至於上屆敗選的楊浩然，今屆再次角逐試圖重返議會。最後楊以69票之差敗於獲2397票的葉永成，未能重返議會。
- 上環選區（A11）

民主黨前立法會議員甘乃威於2012年立法會選舉並無競選連任，而繼續擔任上環選區區議員。今屆繼續於當區競選連任，不過他僅以92票之差擊敗建制派代表呂鴻賓，讓民主黨保住中西區的議席與港島區之壁壘。

### 灣仔區
- 天后選區（B04）、維園選區（B05）

由於地區重劃，2016年1月1日起原屬東區的天后及維園選區被正式歸入灣仔區。當中屬民建聯的前市政局議員周潔冰及2013年11月加入新民黨的李文龍，分別在所屬的天后及維園選區角逐連任。當中周在無對手情況下自動當選連任，而上屆選舉參選天后選區的民主黨陳建國亦再次挑戰李文龍。最後李以2236票，比陳超過一倍的票數成功連任。
- 大坑選區（B07）

當區時任議員新民黨黃楚峰今屆不再角逐連任改任陳家珮的競選主任，由社區發展主任王政芝接棒競逐。80後「傘兵」楊雪盈以「灣仔好日誌」名義出戰，以「社區驚喜」為參選口號。王雖有黨主席葉劉淑儀全力支持拉票，仍被楊以250票之差擊敗，新民黨在灣仔擴展勢力的意圖受到挫敗。
- 渣甸山選區（B08）

獨立民主派人士黎大偉於2007年當選渣甸山區議員，上屆他擊敗自由黨李怡安成功連任。今屆自由黨改派林偉文競逐，結果林以300多票之差擊敗黎大偉，令自由黨重奪失落8年的議席。但由於楊雪盈於大坑選區當選，令泛民在灣仔區議會維持兩席。
- 樂活選區（B09）

該區區議員白韻琹本屆基於健康理由不參選，由謝偉俊代妻參選，同區對手是當區前任議員社民連麥國風，及在2007年立法會補選中以「飯碗舞」拉票聞名的蕭思江。結果謝偉俊以1350票對939票擊敗麥國風，蕭思江只得141票。麥國風承認佔領行動影響選情。而謝偉俊的當選令創建力量的議席不再局限於九龍東。

### 東區
- 太古城西選區（C01）、太古城東選區（C02）

上屆民主黨的趙家賢於太古城西選區成功連任，而新民黨謝子祺則擊敗原任議員曹漢光，泛民建制“平分”太古城，今屆兩人均爭取連任。最終趙家賢以72%得票率擊退疑獲「福建幫」支持、明勢智庫的吳志隆，但謝子祺被傘後組織「太古社區工程」的王振星以87票之差拉下馬。趙、王兩人是畢業於筲箕灣官立中學的同門師兄弟，因為區選而「同門」合作，最終二人雙雙當選，泛民再次一統太古，成功踢走福建幫和新民黨，守住泛民票倉。
- 鯉景灣選區（C03）、西灣河選區（C28）

傅元章自1988年起於西灣河選區首次當選區議員，並連任至1994年，之後轉戰鯉景灣選區並連任至今。今屆他遇上多名對手，包括工黨的王學今、報稱獨立組織的西灣河之友主席楊斯竣（獲前立法會主席范徐麗泰支持）及何超光。最後楊斯竣以2008票當選，傅只獲955票連任失敗，得票更不及王學今的1612票。
西灣河選區方面，時任區議員江澤濠自1994年首次當選後，於特區時代首三屆選舉中都自動當選。上屆江澤濠僅以三百多票之差險勝泛民區選聯盟推薦的陳顯中，今屆的對手則換上工黨的麥德正。何秀蘭自2012年連任立法會後便把其地區辦事處搬至本選區，為工黨開拓該區一帶票源，最終麥德正以266票之差勝出，結束江澤濠壟斷該區20年的局面。連同新當選的葉榮及譚駿賢，工黨於時任地區直選立法會議員所屬選區及地區辦事處皆有一席區議會議席。
- 亞公岩選區（C06）

當區區議員杜本文自1982年首屆區議會成立起一直連任至今，歷屆選舉均未敗於敵手，今屆遇到兩名分別為獨立建制派的林其東及民建聯的洪志傑挑戰。林其東最後以1810票擊敗1696票的杜本文，令其未能連任，亦令首屆區議會成立起一直連任至今，而未曾落敗的議員只剩下張永森（深水埗區）及蘇炤成（屯門區）二人。
- 翠灣選區（C08）、樂康選區（C32）

社民連兩位前任區議員古桂耀及曾健成（阿牛）於上屆區議會被砍下馬，不敵民建聯的關瑞龍及獨立建制派人士李進秋。古後來退出社民連，以獨立人士參選，與曾健成於今屆再度挑戰關、李二人。當中翠灣選區有被質疑是假傘兵的新青年聯盟尹梓烽及香港島各界聯合會的黎梁笑群加入戰團，而樂康選區則有同屬新青年聯盟的倫文傑參選。關瑞龍於2014年曾捲入桃色糾紛，涉嫌襲擊前妻被捕。最後古桂耀擊敗關瑞龍及其餘兩名對手重返議會，報卻上屆敗選之仇；但曾健成卻再次不敵李進秋，未能重返議會。
- 小西灣選區（C10）

工聯會立法會議員暨前市政局議員王國興，曾長期在東區和富選區擔任區議員，自從計劃到新界西選區參選立法會後，於2007年交棒給郭偉强後，未有再次參選區議會，並於2012年轉戰香港島選區成功。後因小西灣選區同屬工聯會已連任20年的原區議員陳靄群退休，王國興空降參選，政界有傳此舉是為了於來屆（2016年）循超級區議會出選立法會，代替將會退休的陳婉嫻。而被視為鍾樹根樁腳、曾在2015年曼谷爆炸案中受傷的柴灣區街坊福利會理事長朱日安因不滿現任議員陳靄群的表現而參選，而人民力量譚得志（快必）得悉建制分裂，王國興參選的情況下，趕在提名期結束前參選，狙擊王國興。王最後以五成的得票率，1981票擊敗朱、譚二人，成功當選。
- 翡翠選區（C13）

泛民資深區議員黎志強於1988年首次於柴灣西選區當選，1994年在改組後的翡翠選區以民主黨名義出選，並連任議員至今，其間於2008年因未獲民主黨提名立法會選舉而退黨獨立參選但落敗，選後轉投公民黨。上屆選舉他以大比數擊敗其政壇宿敵鄰區興民選區資深區議員、民建聯趙承基而連任，今屆黎角逐第七度連任，同區有報稱獨立的李莉參選，被指是中聯辦在幕後支持的區選候選人之一，同時她亦是香港島各界聯合會在當區屬會的會長。上屆選舉在翠德選區敗於自由黨李鎮強的前議員呂志文，今屆轉戰此選區。最終黎志強以2,314票擊敗兩名對手勝出，再次成功連任。
- 丹拿選區（C21）

已出任區議員達30年的自由黨李汝大今屆不再尋求連任，由今屆同黨唯一女將曾卓兒成為接班人，參選丹拿選區。而新民黨曾有意派出教聯會副主席王惠成出選，但在建制派協調後，王決定退出，讓路予曾卓兒角逐。公民黨則派出27歲從事保險業的鄭達鴻（阿達）出選。由於北角的8個選區（即C15-C22選區），除丹拿以外其餘選區候選人因無其他對手角逐而自動當選，令到丹拿選區備受注目。最後鄭達鴻以接近300票之差擊敗曾卓兒，令泛民首度進佔北角地區。
- 南豐選區（C24）

上屆選舉成功連任的民主黨梁淑楨，2013年嚴重中風，其後一直向區議會請假，無法出席區議會會議，於2014年2月被區議會褫奪議席（隨後於2014年11月10日病逝），導致選區出缺，需要進行補選。梁的時任助理、民主黨的張國昌於2014年5月19日的補選中，以超過六成選票的2383票擊敗民建聯對手李清霞而當選，繼承梁的議席。今屆他角逐連任，遭遇轉區參選的時任南區區議會委任議員楊默挑戰，而被指為假傘兵的新青年聯盟發言人李澤深亦加入戰團，其間李被《壹週刊》揭發疑似收錢出選。最終張以3343票、73%得票率大比數擊敗楊、李二人成功連任，後者只有42票。
- 康怡選區（C25）、康山選區（C26）

該兩個選區屬中產屋苑，與太古城分別座落於太古港鐵站的兩邊，上屆由公民黨陳啟遠、梁兆新勝出。今屆陳啟遠交棒予梁穎敏，而梁兆新則角逐連任。新民黨派出新人洪龍荃、「反佔中」律師江玉歡出選挑戰二人。江玉歡更獲黨主席葉劉淑儀，「蘭桂坊之父」盛智文、立法會議員廖長江及醫學會會長史泰祖等輪番助選。被指是假傘兵的黃寶兒亦加入角逐，企圖「鎅走」公民黨的票源。結果，梁穎敏以不足100票之差擊退洪龍荃成功接棒，梁兆新則以570票之差壓倒江順利連任，令公民黨成功保住在東區的主要堡壘。
- 漁灣選區（C34）

民建聯鍾樹根1991年當選柴灣北選區區議員，並於1994年起在柴灣北選區重劃後的漁灣選區多次連任，未嘗一敗，民主黨、社民連等泛民主派政黨曾屢次挑戰均以失敗告終，2003年及2011年選舉更在無對手挑戰下自動當選，鍾更在2012年的立法會選舉中當選立法會議員，是屆選舉他爭取第六度連任區議員。獨立民主派、傘後組織「傘下爸媽」成員徐子見在提名期最後一天，報名參選阻止鍾樹根自動當選。最後徐取得2026票，以163票之差將出任區議員長達24年的鍾樹根砍於馬下，被視為民建聯於當屆選舉中最大的敗績。之後有約150名網民響應網上號召，於選舉翌日到他的漁灣邨辦事處外舉行「斬樹除根慶祝大會」。鍾成為兩位在是屆選舉中「落馬」的建制派立法會議員之一（另一位為沙田頌安選區敗於工黨葉榮的葛珮帆）。
- 佳曉選區（C35）

是屆選舉出現罕有兩名建制派候選人「撞區」的場面。當區區議員、前自由黨成員林翠蓮自1994年當選至今。上屆選舉林擊敗吳美容成功連任，今屆吳美容的女兒、民建聯立法會議員鍾樹根助理植潔鈴，以獨立名義接棒參選，並獲鍾樹根支持。最後林仍以700多票之差壓倒植，再次成功連任。

### 南區
- 香港仔選區（D01）

香港仔選區的議席向來由人稱「小巴大王」、進智公交經營者黃文傑、黃靈新兩父子擔任，今屆黃靈新放棄角逐連任，改為扶植曾參選1997年度香港小姐、有「哈佛小甜甜」之稱的任葆琳接棒，泛民陣營則由公民黨派出上屆以獨立身份參選鄰近石漁選區的文豪強，加上地區人士李傑興及「疑似假傘兵」何偉俊加入混戰。最終任葆琳以三百餘票之差擊敗主要對手文豪強，而任葆琳成為繼陳李佩英（南區赤柱及石澳選區）、羅榮焜（東區炮台山選區）之後第三名由演藝界出身的香港島區議員，香港仔選區更是南區中唯一有議員更替的選區，其餘選區均由現任議員成功連任。
- 利東一選區（D04）、利東二選區（D05）

民主黨第二梯隊、人稱「利東孖寶」的兩名現任區議員區諾軒及羅健熙，分別受到民建聯派出李嘉盈及彭兆基挑戰，另一邊廂又遭受熱血公民黃潤基及蔡文龍分途夾擊，而羅健熙的選區還有背景不明的鄧嘉樂加入混戰。最終區諾軒、羅健熙兩人分別以約60%及57%的得票率成功連任。
- 海怡東選區（D06）、海怡西選區（D07）

由於公民黨、人民力量及當區組織海怡關注組就出選問題引起爭拗，使兩個選區成為焦點。
公民黨陳家洛空降海怡東參選，被指為2016年立法會選舉「超級區議員」取得入場券，然而在協調失敗之下，陳繼續於海怡東參選，與地區人士海怡關注組主席區元發撞區，另一對手則是連任多屆的當區區議員林啟暉。最終泛民陣營兩敗俱傷，陳以三百多票不敵林。
海怡西方面，上屆連任成功的原民主黨區議員馮煒光因轉職新聞統籌專員而辭任區議員及退黨，2014年3月補選中新民黨陳家珮擊敗人民力量主席、曾參選2005年度香港小姐的袁彌明及民主黨立法會議員單仲偕而當選。今屆袁再次挑戰競逐連任的陳家珮，雖然有高投票率，最終亦以七百票之差落敗。不過她的得票比起去年補選時與同屬民主派的單仲偕合共得票還多，反映中產人士對現屆政府有強烈不滿。
- 華富南選區（D09）、華富北選區（D10）

民主黨連任多屆的區議員柴文瀚，今屆除受到上屆敗將民建聯黃才立再度挑戰，還有被指為「假傘兵」新青年同盟尹杞殷及背景不明的羅月華參選。鄰區的民主黨黎熙琳，則又一次挑戰競逐連任的親建制區議員歐立成。最終柴以三百多票之差再度力保不失，但黨友黎卻僅以三票之差飲恨落敗，為本屆選舉的最少勝負差距。
- 薄扶林選區（D11）

2012年因公民黨拒絕支持參選超級區議員後離黨的司馬文，首次以獨立身份參選，對手是曾任教育局政治助理的自由黨楊哲安（前立法會議員楊孝華之子），兩名候選人就地方工作爭鋒相對，不過在薄扶林出任5年議員的司馬文以1952票成功連任，對手楊哲安取得1144票。司馬文成為現時僅有兩名祖籍為歐洲裔的區議員之一（另一位為於觀塘麗晶選區當選，祖籍葡萄牙的公民黨畢東尼）。
- 赤柱及石澳選區（D17）

此選區自1999年起，由二十世紀六十年代電影女星，後轉為從政的陳李佩英（藝名李紅）連任至今，曾於2001年因捲入1999年區議會選舉「種票」被判監三個月，但因刑期不超過三個月沒有被褫奪議席。上屆選舉她以1689票擊敗王錦泉而連任，是屆選舉她遭受自由黨曾梓濠及報稱獨立的姚潔凝挑戰，罕有地出現三名建制派候選人爭奪一席的局面。李最後以1832票擊敗曾、姚兩人，再次成功連任。

### 油尖旺區
- 富柏選區（E07）

上屆陳偉強在沒有其他參選人的情況下自動當選。他於2015年8月突然宣佈不再角逐連任，改由和正義聯盟關係密切的世運（汽車）集團創辦人兼國際專業保險諮詢協會會長羅少雄參選，當時已有指主要對手，於2011年起落區的公民黨新人、地區發展主任余德寶的地區工作扎實，加上余居住在海富苑佔盡地利，而陳在區內「長期失蹤」，迫到建制派不得不陣前易帥。憑著余在地區工作勤力及扎實，有街坊甚至一家三口改機票改行程，留港只為投他一票。最終余以2859票擊敗得1924票的羅少雄而當選，為公民黨在油尖旺區議會作出零的突破，更成為油尖旺區「票王」。
- 奧運選區（E08）

上屆民主黨立法會議員涂謹申以百多票之差險勝兩名對手重返區議會，從而取得2012年超級區議會入場劵。今屆遭遇報稱獨立的重慶市政協委員高曉榮挑戰。高氏獲九龍社團聯會與及其下維港關愛協會的等建制派組織力持，而涂則有2010年馬尼拉人質事件倖存者易小玲主動站台支持。涂指因對手是維港灣居民，相信他能夠在維港灣內涂不能進入之處所拉票，導致選情嚴峻，兩邊選情出現叮噹馬頭局面。最終涂以1531票、117票之差壓倒高曉榮成功連任。由於同屬泛民的何俊仁、馮檢基在今屆區選落敗，不能再循「超級區議會」參選下屆立法會選舉，涂成為循「超級區議會」當選的五名立法會議員中，唯一成功連任區議員的泛民主派成員。
- 櫻桃選區（E09）

該區由民主黨林浩揚、獨立鍾澤暉以及城邦派「昭明公主」中出羊子三人爭一席。候選人中出羊子一度主打「香港建國」的口號，但有關宣傳單張及橫額不獲選委會批准發佈，另外他也「男扮女裝」以及請來「比堅尼女郎」助選。但另類的宣傳手法只能讓他得到172票，由九龍社團聯會成員鍾澤暉以1,611票當選（另一位候選人林浩揚得858票）。
- 油麻地北選區（E16）

上屆選舉，民協林健文於京士柏選區以2票之差敗於時任議員，西九新動力副主席梁偉權。然而，選舉後爆出多宗種票事件，多達27名涉嫌種票者被捕；另外，當選人梁偉權的單張內，在未獲取有關的書面同意前印出多位聲稱支持他的知名人士，有作出虛假陳述之嫌疑，觸犯相關選舉法例，因此林入稟提出推翻選舉結果。2013年3月，高等法院裁定梁偉權違反選舉舞弊條例，當選無效，需要補選，最後於2013年油尖旺區議會京士柏選區補選中，林健文以1515票擊敗另外3名對手，當選區議員。今屆選舉，原京士柏選區被重新劃分為油麻地北、佐敦北及尖東及京士柏三個選區，林選擇於油麻地北選區角逐連任，對手是工聯會文潤華。最終林健文以1682票對689票擊敗文成功連任，由於工黨郭永健及公民黨余俊翔均連任失敗，林成為補選中從建制派手中取得議席並成功連任的唯一一位泛民主派議員。值得一提的是，文潤華所得的票數與行政長官梁振英參選特首時所得的票數是一樣的。

### 深水埗區
- 寶麗選區（F01）

根當區達21年的民協梁有方自1994年起便在寶麗選區連任至今，上屆擊退新世紀論壇成員蘇俊文及狙擊他的人民力量劉鐵煒而保住議席。今屆梁遭到深水埗居民聯會、青年事務委員會委員兼西九新動力成員謝曉虹挑戰。另外由於元州邨五期（元逸樓、元滿樓、元慧樓、元謙樓）落成，公屋加入原本只有私人樓宇的寶麗選區。梁有方今屆仍以1,929票、265票之差擊敗謝，第五度成功連任，梁的得票更比上屆增加接近一倍。
- 長沙灣選區（F02）

林家輝由1994年起已連續21年連任當區議員，1999年加入九龍社團聯會，上屆更在無對手情況下自動當選，選後加入經民聯。2015年6月，區內樓齡逾40年的東蘭閣因大業主拖欠近200萬管理費，全體業主遭管理公司發律師信追討，大業主的代表夥同數名建制派區議員及社區幹事（包括林家輝），於6月19日召開「業主大會」試圖重選法團解決有關事直，然而「業主大會」建議新法團委員中大業主佔9名，其餘業主佔6名，居民狠批無助追討欠款之餘，建制人士更涉嫌幫助大業主壟斷法團事務，隨後居民更即場踢爆，會前曾邀請民政事務處的聯絡主任李子明監場，但對方回覆指該會非正規業主大會而拒絕出席，質疑有關會議的合法性，最終「業主大會」在居民抗議下流會，最終導致土地審裁處頒令解散法團。今屆選舉，林家輝再次角逐連任，遇上傘後組織「長沙灣社區發展力量」成員李文浩及獨立人士林瑞含挑戰。雖然林以1,491票擊敗兩名對手成功連任，但得票不足半數，與主要對手李文浩的差距只有184票，由於東蘭閣管理費爭拗，選舉結果反映有過半以上當區選民不滿林家輝的表現，而轉投其他對手，對林家輝響起一個警號。
- 南昌東選區（F05）

梁欐1991年首次當選深水埗區議員，隨後加入民協，2003年更獲選為深水埗區議會副主席。不過，2007年區議會選舉，其參選的南昌東選區因鄰近的石硤尾邨清拆而取消，並重劃為石硤尾及南昌東選區。梁欐改在南昌北選區出選，但以14票不敵民建聯鄭泳舜，去屆再戰同告落敗，但仍繼續其地區工作。直至2012年石硤尾邨第二期重建完成，人口大量增加，2014年選舉管理委員會決定將石硤尾及南昌東選區分拆，兩個選區還原，但第二代的南昌東選區則包括原第一代石硤尾選區的石硤尾邨19及20座等重建範圍。民協於2015年初有意派出梁欐再度出戰，惟梁因染上癌症，於同年5月病逝，於2014年開始落區的民協新人何啟明，帶著「承傳」前輩的使命及繼承梁欐服務南昌東居民的遺志，主動請纓出選。建制派方面，由於南昌東部分選區範圍於2007年劃入南昌北，民建聯派出南昌北議員鄭泳舜助理苗凱明角逐該選區，最後何獲1,727票，以440票之差擊倒苗，民協繼2007年失落議席後重新進佔南昌東。
- 麗閣選區（F10）

民協前主席、時任立法會議員馮檢基去屆以稍多於50%的得票成功連任，今次選舉遭到工聯會派出只有25歲的「小花」陳穎欣挑戰，而馮的前黨友黃仲祺在此時突然加入戰團，馮在受到工聯會和前黨友「鎅票」的夾擊下，以99票之差敗於陳穎欣，馮要求重點選票並獲接納，但仍然最終落敗，結束15年區議員生涯，成為兩位在區議會選舉中「落馬」的泛民立法會議員之一（另一位為何俊仁），意味著他不能再循「超級區議會」參選下屆立法會選舉。由於工聯會在九龍西的其餘參選人（包括九龍城馬坑涌的現任議員黃潤昌）均在選舉中落敗，陳穎欣因而成為工聯會在九龍西唯一的區議員。然而，根據網台主持賄選案（案件編號：DCCC1084/15）庭上證供表示，有人支持傳統泛民及建制派外的人到麗閣選區參選，至於黃仲棋是否接到任務就不得而知。
- 幸福選區（F11）、荔枝角南選區（F12）、荔枝角中選區（F16）、荔枝角北選區（F17）

2011年，由於蘇屋邨清拆，幸福邨加上原蘇屋選區內的私人樓宇，組成幸福選區，議席由民協成員覃德誠和民建聯成員梁銘言爭奪，覃德誠以2,183票擊敗取得1,092票的梁銘言勝出。今屆荔枝角一帶選區重新劃界，荔枝角北選區內的「四小龍」—泓景臺、昇悅居、宇晴軒和一號西九龍今屆分拆出荔枝角中選區，原選區加入原幸福選區內昌華街、兼善里附近一些住宅；今屆荔枝角南選區則把碧海藍天剔出並將之併入幸福選區，海麗邨獨立成為一個選區。由於劃界後的荔枝角北選區包括原幸福選區部份的範圍，今屆覃轉戰該選區，原選區則交棒予鄒穎恒。民建聯今次派出張德偉與鄒對決，而覃則遇上報稱獨立、與西九新動力友好的黃敬博士（上屆於東區康怡選區敗選）和前民建聯成員胡世全。最後鄒、覃二人分別以52%及55%的得票率擊敗對手。至於荔枝角中選區，則由民主黨九龍西支部主席袁海文挑戰現任荔枝角北區議員李祺逢（原九龍社團聯會成員，上屆當選後加入經民聯），李因未完成其2011年選舉政綱中爭取停止西九龍填海區第六地盤公屋發展、長沙灣家禽批發市場搬遷及四小龍商場通道延長開放等事宜，最終被袁海文擊敗，投票率更高達65.32%，成為今屆選舉中最高投票率的選區。而荔枝角南選區方面，原區議員民協黃志勇不再連任，派出社區主任兼助手楊彧（曾於上屆選舉於下白田選區落敗，後於2013年轉戰該區）參選，面對民建聯陳威雄及獨立人士梅宇的挑戰下，楊仍然以3,477票的高票擊敗兩名對手當選，成為民協「票王」。
- 美孚南選區（F13）、美孚中選區（F14）、美孚北選區（F15）

選前，美孚三區的議席皆由建制派議員所得：美孚南為黃達東（民建聯），美孚中為沈少雄（經民聯），美孚北為張永森（西九新動力）。公民黨欲鞏固美孚一帶的地區工作，本屆分別派出上屆分別敗於黃達東、沈少雄的王德全、伍月蘭（曾多次出戰區選落敗）出戰南、中兩區挑戰二人，另派出新人李俊晞挑戰由第一屆區議會成立便已連任至今的張永森。此外，美孚中及美孚北分別有前議員陳松光及身份不明的曾麗文參選。最後，黃達東再次擊敗王德全，前立法會兼市政局議員張永森則以大比數壓倒李俊晞連任，守衛住建制派在九龍西岸之橋頭堡，但沈少雄則於美孚中落馬，由公民黨伍月蘭復仇成功，建制派再不能全面控制美孚。
- 李鄭屋選區（F19）

是屆選舉為上屆選舉的翻版，上屆選舉民協江貴生以1,300票的差距敗於由委任轉戰直選的陳鏡秋，今屆由二人再度對決。最後江以211票差距將陳拉下馬，民協收復上屆失落的李鄭屋選區之餘，亦報回上屆敗選之仇。
- 又一村選區（F21）

上屆選舉在葵青新石籬選區落敗的自由黨青年團主席李梓敬，於2014年返回居住的又一村落戶，政壇消息指李有意挑戰扎根當區多年的議員、深水埗區議會主席經民聯郭振華。2015年6月，郭宣佈放棄競逐連任並退出政壇，社民連有見重要對手棄選，為阻止自由黨乘虛而入取得此選區，派出居於又一村的新人周嘉發狙擊李梓敬，令選舉由中產之爭變成左、右翼大決鬥。最後李以2,277票的大比數擊敗得982票的周而當選。
- 南山、大坑東及大坑西選區（F22）

是屆選舉，此選區與李鄭屋選區一樣，同為上屆選舉的翻版，上屆韋海英以不足100票之差擊敗民協副主席、時任議員譚國僑而當選，是屆譚國僑再度與韋對決，而前泛民成員符偉樂突然參選，試圖「鎅票」影響譚選情。最後譚以2,563票、高達572票之差擊敗韋重返議會，而符偉樂只得54票。

### 九龍城區
- 馬坑涌選區（G02）

上屆同時身兼民建聯及工聯會的成員黃潤昌擊敗民協余仲賢和另一對手邱劉珍，成功從連任五屆區議員後退休的尹才榜接棒。其後於2012年立法會選舉，因工聯會民建聯分家，工聯會參選人不再兼用民建聯的名義去參選，黃潤昌加入陳婉嫻團隊參選「超級區議會」而退出民建聯，黃成為工聯會在九龍西唯一的區議員。今屆選舉民協換上新人黎廣偉與黃對決，而曾任工黨地區主任的劉舒燕突然退黨並加入戰團，被指有意「鎅票」。結果黃潤昌意外地以45票之差不敵黎廣偉，連任失敗。選後黃指工聯會將資源主力為麗閣邨的「小花」陳穎欣助選，導致九龍西其餘參選人在選舉資源不足下均敗北。值得一提，馬坑涌選區正是工聯會總部所在，工聯會現任議員卻於今屆選舉在其政黨總部所屬選區落敗，為區選罕見。
- 土瓜灣北選區（G15）

此選區由自2000年起便一直由民建聯李慧琼（上屆選舉時，她出任民建聯副主席）連任至今，2012年李更循「超級區議會」功能組別第二高票當選立法會議員（對上一屆立法會她為九龍西直選議員）。李於2015年4月17日接任民建聯主席，並在是屆區議會選舉中角逐連任，成為兩位參選今屆區議會選舉的政黨主席之一（另外一位為人民力量主席袁彌明）。今次李碰上「傘兵」沈泰鋒，以出位見稱、曾出戰2012年香港立法會選舉的香港關注會林依麗則最後關頭參選，令土瓜灣北選區形成「一打二」局面。結果李以超過80%選票的1544票擊敗沈、林二人成功連任。
- 黃埔東選區（G18）、黃埔西選區（G19）

上屆西九新動力的梁美芬（立法會議員，同時為經民聯成員）、劉偉榮控制黃埔東西兩個選區，後者更於2003年因港進聯委任議員梁庭去世，接任為九龍城區議會主席。今屆傘後組織「青年新政」首次出選區議會，派出2名新人鄺葆賢、游蕙禎分別挑戰劉偉榮、梁美芬，退休工程師羅錫明亦加入黃埔東選區戰團。最後鄺葆賢以39票之差擊敗劉偉榮，令後者成為唯一一個在區議會選舉中「落馬」的區議會主席，但游蕙禎則以304票之差落敗予梁美芬。選貨車電召app平台「CALL4VAN」隨後發出「調整收費通告」，指以後凡進入黃埔東訂單，都要加收20元，理由是「過半黃埔東居民視力有問題」、「區內鼠患問題持續」，調侃有「鼠王芬」之稱的梁美芬。而另一間小巴公司捷運管理有限公司亦抽水，表示有時晚上收車後會在車廂放置煙霧滅蟲罐，盡可能防止鼠患，但不會增收清潔附加費。

### 黃大仙區
- 龍上選區（H03）

上屆當區議員、前市政局議員工聯會林文輝讓路予陳婉嫻，林則轉戰東美選區，促使陳成功當選外更於翌年憑「超級區議會」功能組別當選立法會議員，但林卻敗於民協元老莫應帆手下。然而陳婉嫻已計劃退休，今屆將龍上議席交回林文輝角逐，而上屆區選落敗的民主黨林偉基再戰，另有報稱獨立的周勵昌試圖由工聯會手上搶回席位。結果林文輝以2798票高票擊敗兩名對手重返議會。
- 鳳凰選區（H04）

獨立民主派人士陳炎光自2000年起連任鳳凰選區議員，今屆他面對由委任轉戰直選的黃大仙區議會副主席黃錦超挑戰。最後陳以1675票擊敗1422票的黃，第四度成功連任，黃錦超宣告轉戰直選失敗，成為唯一在區選中「落馬」而身兼區議會正副主席的末代委任議員。
- 龍星選區（H06）

上屆譚香文二度擊敗泰山藥行東主、時任區議員蔡六乘重返議會，是屆選舉面對2015年香港小姐（有「十優港姐」之稱）麥明詩的男友，大律師林作挑戰，更傳出林作獲無線電視節目《東張西望》加持，被譚指責電視台抹黑她以圖影響選情，而現任特區行政長官梁振英女兒梁齊昕更在選舉前數天公開表態支持林作。曾與蔡六乘共事的中藥店店長岳敬寬及地區人士何偉權亦有份角逐。最後譚以334票之差壓倒林作成功連任，岳、何兩人分別只得297及111票。
- 新蒲崗選區（H07）

上屆李達仁擊敗新民黨屈奇安及社民連梁日明成功連任，今屆李達仁不再連任，由助理雷啟蓮接棒。上屆落敗的屈奇安，今屆以獨立人士再次參選。結果雷以3026票大比數擊敗只有1284票的屈成功接棒。
- 東美選區（H09）

民協元老莫應帆於1985年當選為黃大仙東頭區區議員後，曾在1991年落敗，其後在改劃東美的選區出選後連任至今；1999及2003年均在無對手的情況下自動當選，上屆則以1878票擊敗得1607票的工聯會原龍上選區區議員林文輝。莫應帆已決定於上屆任期結束後退休，由曾於2011年區選於深水埗區元州及蘇屋選區落敗，後轉戰該區的施德來接棒。今屆施的對手是由委任轉戰直選的民建聯黃國恩。由於民協在當區的地區工作相當扎實，施德來仍能以2894票對1597票的優勢擊敗黃，成功接棒。
- 瓊富選區（H20）、池彩選區（H24）

自1999年起已在當區連任多屆區議員的民主黨胡志偉上屆以4300票高票連任，翌年更於九龍東選區當選立法會議員。今屆遭到工聯會立法會議員黃國健之弟黃鎮健挑戰。胡志偉的助理、同屬民主黨的胡志健亦在隔鄰的池彩選區首次出戰，挑戰現任議員、民建聯的何賢輝。雖然胡志偉最終以3907票擊敗黃，第四度成功連任，更成為民主黨「票王」，惟建制派對手的得票是歷來最多的，與胡的差距由上屆的3300票大幅縮減至1530票。至於池彩選區，何賢輝最終以5票之差飲恨，敗於民主黨的胡志健，連任失敗，為本屆選舉僅次於華富南選區（3票）的第二最少票差。
- 彩雲東選區（H21）、彩雲南選區（H22）及彩雲西選區（H23）

2003年，當時是前綫成員的黃國桐於彩雲東選區擊敗民建聯的盧兆華當選，令民主派統一彩雲邨。其後黃國桐先後轉投社民連、民主黨，而彩雲西選區議員徐百弟於2008年跟隨前綫重返民主黨，令民主黨擁有彩雲邨三區的議席。唯上屆選舉，徐百弟被工聯會譚美普擊敗，令民主黨不能全面控制彩雲邨。今屆東、南、西三區議員皆競逐連任，對手分別是上屆落敗的民建聯蔡子健、李美蘭以及民主黨的謝智傑。最後南區的民主黨沈運華及西區的工聯會譚美普成功連任，但黃國桐被蔡子健拉下馬。不但令民建聯重奪該區議席，亦令民主黨於彩雲邨的版圖再遭蠶食。

### 觀塘區
- 麗晶選區（J04）

民建聯潘進源自1999年起出任當區區議員，並三次連任至今。公民黨於2007年、2011年的選舉，分別派出王偉明、陳梓杰出選，但都敗於潘進源手下。今屆公民黨派出地區發展主任、祖籍葡萄牙的畢東尼（Bux Sheik Anthony）再次挑戰潘進源。潘進源自首次當選後，租用麗晶花園11座地下空地作辦事處長達15年，2014年被揭發空地屬僭建兼違反土地用途，被地政總署追收約57萬元豁免費，在今屆區議會提名期前，他任主席的業委會在無諮詢業主下，通過由業委會支付豁免費。另一方面，潘在政府撥出一億元作亮點工程中，是提議興建觀塘大型音樂噴泉的項目發起人，被抨擊為浪費金錢。加上在九龍區專線小巴56線不勝負荷的情況下，潘以影響麗晶花園居民上車為理由，帶頭反對28B巴士線延長至啟德發展區（為《2015-2016年度巴士路線計劃》建議項目），導致亦令麗晶花園及只一街之隔的啟晴邨、德朗邨（兩個屋邨均屬九龍城區）居民不滿。在多項負面消息影響選情下，潘最終以2682票、接近400票之差不敵畢東尼的3060票連任失敗，結束16年區議員生涯。畢東尼亦成為公民黨首位及唯一一位觀塘及九龍東區議員，其餘三位觀塘區公民黨候選人（譚文豪、陳宇明、唐迪勤）均在選舉中落敗；但連同在九龍西當選的伍月蘭及余德寶，公民黨除新界東以外四個立法會選區皆擁有區議會議席。畢東尼成為現時僅有兩名祖籍為歐洲裔的區議員之一（另一位為於南區薄扶林選區成功連任，祖籍荷蘭的司馬文）。值得一提，潘進源落選後，28B巴士線延長至啟德的建議得到落實，於2015年12月19日起實施。
- 順天選區（J08）

此選區原為順天東及順天西兩個選區，分別由民主黨何偉途（1994年起）及民建聯郭必錚（1991年起）出任區議員。2003年，兩個選區合併為順天選區，兩名現任議員因而在同一選區決戰，結果何偉途在當屆選舉擊敗郭必錚。2007年選舉，二人再度對決，其時何偉途已退出民主黨，以獨立人士角逐連任，結果郭復仇成功，2011年郭更在無對手情況下自動當選。今屆選舉，民主黨新人莫建成首度於該區參選，挑戰郭必錚。莫獲何偉途及前九龍東立法會議員李華明背後力撐，憑著地區工作紮實及勤力，即使面對對手以近20:1的助選團強攻，莫獲街坊自發全日拉票，成功抵銷對手強勁的組織票。最終莫以100票之差擊倒郭而當選，民主黨繼2003年後再次取得該區議席。
- 興田選區（J16）

上屆民主黨現任議員陳汶堅面對選民力量及兩名建制派候選人的夾擊下，仍能成功連任，保住泛民唯一在藍田地區的議席。今屆只有工聯會派出新人羅靜挑戰陳汶堅。最後陳以2424票、接近300票之差壓倒羅靜，再次成功連任。
- 翠翔選區（J23）

上屆選舉，獲泛民區選聯盟推薦的獨立民主派謝淑珍，在建制派及泛民陣營同時各有政黨撞區導致五人大混戰下，以約半數的得票率當選。今屆選舉，受到選區重劃影響，原本被劃分為油塘東選區的高翔苑高靜閣及高康閣（屬紀律部隊宿舍）劃入該選區，令區內紀律部隊宿舍選民大幅增加。今屆只有工聯會的黃啟燊挑戰謝淑珍，在紀律部隊選民增加近1400人之下，最終黃比上屆建制派合計多取1055票至2654票，但仍不敵得2918票的謝，謝淑珍成功連任。
- 寶樂選區（J28）

在當區已連任多屆的新世紀論壇區議員劉定安，今屆遭到民主黨新人鄭景陽挑戰。鄭早在2012年便已落區，師從立法會議員胡志偉的「揼石仔」舊派工作模式，在觀塘舊區當議員助理3年，結果憑努力打動當區選民，以2097票、380票之差擊敗劉定安而當選。
- 樂華北選區（J36）

由「高登」網民組成的傘後組織「東九龍社區關注組」派出黃子健挑戰已連任四屆的現任議員、報稱獨立的馮錦源。該選區為是屆區議會選舉第一個公佈結果的選區，黃最後獲1729票，以接近500票擊敗爭取連任的馮錦源而當選，為首位當選區議員的「傘兵」，更成為傘兵「票王」，連同在樂華南選區成功連任的獨立民主派蘇冠聰，令泛民統一樂華邨。

### 荃灣區
- 愉景選區（K06）、荃灣中心選區（K07）、荃威選區（K08）

荃景圍三個選區繼續上現泛民建制兩派對壘的戲碼。上屆選舉，新民黨副主席田北辰空降成功，擊敗民主黨時任議員王銳德而當選，當時獲趙恩來以助理身份協助而勝選，田隨後更於2012年當選立法會議員。王銳德今屆轉戰荃威選區，挑戰現任議員林婉濱；趙恩來於2012年末被揭發是已故民主派元老司徒華安插在建制派內部的「無間道」，遂被辭退，隨後趙加入工黨出任社區主任，今屆選舉他倒戈相向挑戰田北辰。最後王銳德以1千多票之差不敵林婉濱；田則以65%選票擊敗趙，成功連任。另一方面在荃灣中心選區（K07），上屆民主黨李洪波以40票之差險勝民建聯曾大重返議會，今屆選舉二人再次對壘。結果李洪波再次擊敗曾大成功連任，二人票數差距比起上屆擴大至161票。
- 汀深選區（K10）、荃灣西選區（K11）、荃灣郊區選區（K12）、馬灣選區（K13）

因應荃灣西站附近物業發展，今屆荃灣區議會荃灣西站連同深井、青龍頭一帶的選區重新劃界，原有麗興選區分拆並改組成荃灣西選區，連同汀九及深井東部一部分劃為新的汀深選區，上屆荃灣郊區東則與荃灣郊區西選區重組為荃灣郊區及馬灣兩個選區。汀深選區今次有三人角逐，於深井土生土長的工黨社區主任夏希諾、加入新民黨的公民力量成員鄭捷彬在當區對撼，新民黨前副主席鄭承隆因與另一副主席田北辰不和，於2015年7月退黨，繼而以獨立身份加入戰團。最終鄭捷彬以1799票擊敗夏希諾及前黨友鄭承隆而當選。原麗興選區現任議員民建聯林琳，今屆在荃灣西選區角逐連任，遇上傘後組織「荃灣民生動力」潘昭霖及獨立人士朱順明。結果林琳以2462票擊敗兩名對手成功連任。荃灣郊區選區方面，燒鵝大王陳記燒鵝後人、獨立建制派陳偉明自1988年起在荃灣郊區的選區當選區議員至今，其間除1999年區選遇到挑戰者而勝選外，其餘7次區選均在無對手挑戰下自動當選，上屆在荃灣郊區東選區同樣自動當選，任內更推動斥資77萬元興建「鵝雕塑」地標。今屆選舉他出戰重組後的荃灣郊區選區，爭取第8度連任，遭到年僅25歲、於青龍頭土生土長的伍顯龍挑戰。伍的選舉網站（页面存档备份，存于）、政綱詳盡程度冠絕傘兵、泛民和建制派候選人，他認為陳已連任8屆，但工作欠缺與居民溝通，予人「無聲無息」感覺，更不滿區議會將公帑用於無用項目，包括水泥燒鵝雕塑，「既不代表深井，亦無實際改善居民生活」，最後伍以1984票擊敗獲1812票的陳偉明，令陳結束長達27年的區議員生涯。馬灣選區方面，上屆於荃灣郊區西選區擊敗兩名對手的獨立民主派曾文典，在該區競選連任，遭到加入新民主同盟的環保觸覺創辦人、現為總幹事的譚凱邦挑戰，以中間派自居的新思維陸偉良及新民黨黃超華亦加入角逐。最後譚以1668票擊敗角逐連任的曾文典及另外兩名對手成功當選，令新民主同盟首次突破新界東選區。譚當選後指出，票數反映馬灣選民反對機場興建第三條跑道，「這是一個馬灣人反對第三條跑道的公投」。
- 綠楊選區（K14）

當區議員林發耿於2014年被揭發婚外情，被偷拍姦情於網上廣傳，林妻疑因其丈夫出軌行為而跳樓自殺身亡。雖然林飽受桃色醜聞困擾，仍然決定參選連任，遭到新民主同盟今屆唯一女將王珮芝（為工黨社區主任、汀深選區（K10）候選人夏希諾太太）的挑戰。林最後仍以260票差距擊敗王成功連任，後者成為新民主同盟唯一敗選的候選人。雖然如此，林發耿與泛民主派對手的得票差距，比起2007年及2011年的逾1500票顯著收窄至三百票以內。
- 梨木樹東選區（K15）、梨木樹西選區（K16）

上屆選舉，公民黨陳琬琛與黃家華以超過700票差距成功連任，而民建聯今屆與工聯會分途出擊，分別派出上次區選敗陣的劉國勳太太呂迪明及葛兆源（已於福來選區自動當選）師妹「小花」譚芷菲挑戰二人。最後陳、黃仍分別以3169票及2895票高票擊敗建制派候選人，令公民黨繼續控制梨木樹邨這個泛民荃灣區橋頭堡，相比上屆區選公民黨二子明顯擴大與建制派對手得票差距。

### 屯門區
- 屯門市中心選區（L01）

是屆參選人數比上屆少，只是一對一的對決。除尋求連任、紮根當區達二十一年的歐志遠（他經常被傳媒誤指屬新界社團聯會），還有屯門市廣場第一期業主立案法團主席趙金滿，兩者均以獨立人士名義出選。縱使歐志遠在區內出名「長期失蹤」，但結果最終歐志遠得1517比趙金滿834票，以600多票差距勝出，第五度成功連任。這區的投票率不足30%，僅略高於投票率最低的油尖旺尖沙咀中選區，投票率排全港倒數第二名。
- 兆置選區（L02）及兆翠選區（L03）

上屆兆置選區民主黨林頌鎧以大比數擊敗自2003年起多次同區參選的獨立人士王加良及隱形建制派羅耀銓而連任，今屆王加良再次挑戰爭取連任的林頌鎧，再加上民建聯派出李靜儀出戰。最後林頌鎧以破其紀錄的3551票成功連任，再次擊敗只有232票的王加良，李靜儀則得1532票落敗。
兆翠選區方面民主黨盧民漢放棄連任，由22歲小將鄧俊滔接班，其對手是服務該區六年的民建聯立法會議員助理、上屆選舉曾敗於盧民漢的葉文斌，另外兆麟苑業主立案法團主席吳漢鷹也出來爭此席；起初，吳漢鷹的參選，因他並無明確政治立場，不知道會鎅走其他對手的選票，兩名年青候選人沒有理會，一直努力宣傳。最後鄧俊滔拿得2536票，比去屆盧民漢得票少340票，而葉文斌則拿下3138票高票當選，比上屆多取超過1300票，以602票之差搶去民主黨經營了十六年的兆翠選區，票數令人驚訝。
- 安定選區（L04）

紮根安定二十一年的民協江鳳儀，連續四屆擊退民建聯派出的挑戰者；今屆挑戰她的是工聯會年青人馮沛賢。馮沛賢首次參選，經常夥拍立法會議員麥美娟在安定出席活動，而江鳳儀在今次選舉同樣感受到年齡效應，由2011年的民協2639票對民建聯1245票，變成今屆的民協2387票對工聯會2216票，於投票比例率反映該區同樣有換新人的盼望。雖然力保2000多票，但投票人數提升，由去屆贏逾千票，到今屆只贏171票。
- 友愛南選區（L05）、友愛北選區（L06）

上屆選舉民建聯曾憲康、陳雲生代表建制派勝出，統一整個友愛邨，二人競選連任。今屆人民力量派出人稱「錢阿姨」的「旺角鳩嗚團」主將錢寶芬挑戰曾憲康，工黨則派出秘書長譚駿賢挑戰陳雲生，上屆選舉敗選的前民主黨成員林立今次以獨立民主派身份參選友愛北。最終曾憲康獲2085票以1028票之差勝出而連任，但陳雲生則獲1616票以115票之差敗於譚駿賢，意外地結束其廿四年的區議員生涯，友愛南北兩個選區再度由不同政見的黨派取得議席，亦令譚駿賢成為工黨成立以來首位屯門區議員，而林立亦只有92票。
- 三聖選區（L12）

1982年首屆區議會選舉，蘇炤成在本選區前身之屯門東南選區以得票第二名首次當選，隨後更8次當選連任至今，一直未逢敵手。上次選舉蘇炤成擊敗前民主黨議員李桂芳的助理翁世銘而連任，再於選後2014年1月加入新民黨。今屆蘇炤成遭上屆以公民黨於建生選區參選落敗，今屆以獨立人士參選三聖選區的李錦添挑戰，當中李獲民協屯門1區議員嚴天生支持。結果年屆75歲的蘇炤成以1837票擊敗李錦添，第九度成功連任，成為香港區議會中僅有兩位由首屆區議會起一直當選連任至今的議員之一（另一位為美孚北選區連任的張永森）。選前蘇炤成表示，他打算在新一屆區議會任期屆滿後便正式退休，下屆交棒予新人。
- 恆福選區（L13）

上屆選舉民主黨朱順雅以300多票之差擊敗前黨友、時任議員李桂芳而當選，今屆二人再次對壘，而獨立人士魏嘉豪和黃澤華亦加入角逐，二人被揭發為親中分子，相信出選是為鎅票的作用。朱順雅在2011年當選後已成為一位長跑好手，故此藉著這個優勢深入鄉村票源。結果朱順雅獲2597票以58.9%的得票率擊敗三名對手順利連任，李桂芳只得697票，比起2011年的差距大幅擴大至1900票，更不及另一位獨立人士魏嘉豪的1021票。
- 富新選區（L14）

此選區為本屆選舉其中一個候選人最多的選區，出現六人角逐一席的混戰場面。除現任區議員、獨立建制派龍更新角逐連任外，執業大律師李世強、上屆區選在蝴蝶選區敗選的前民協區議員戴賢招、新民黨社區主任甘文鋒亦參選，而新屯門中心現任業主立案法團主席及副主席何英生、張偉球亦因法團內訌而同時加入戰團。自2012年新屯門中心發生大維修爭議事件，由於外牆維修費用不菲，業主持不同意見，便分化為支持和反對兩派。當時新屯門中心業主立案法團主席龍更新因為「縮沙」而流失部分票源，更有傳他因而搬離新屯門中心，但仍然角逐連任，招來多方圍攻。更特別的是該區並無泛民主派人士出選。最後選舉結果出人意表，在六人大混戰下，新民黨甘文鋒以過半的51%得票（2493票）擊敗角逐連任的龍更新及另外四位候選人而當選，龍更新只獲676票，得票更不及另一名獨立民主派張偉球的920票。
- 兆禧選區（L16）

已出任當區議員達30年的資深區議員嚴天生決定於2015年底任期屆滿後退休，由社區幹事甄紹南接棒，挑戰第二次同區出選的民建聯侯國東。上屆侯國東以年青、改變係時「侯」作賣點挑戰嚴天生，今屆民協以年青新人甄紹南以「承傳」接棒，令侯國東失去上屆競選時最大的賣點。侯國東在上屆敗選後設立辦事處加強地區服務，但因其處事態度問題及強調只限選區內居民參與活動，得失不少支持者。居民對甄紹南評語為做事勤力和經常見人，但未清楚其工作質素，雖然被嚴天生栽培下工作三年，但知名度一直頗低，所以選舉前評估兩人票數相近，令民協有機會失去議席。最終或因民協的支持者出現危機感令投票意欲提升，結果甄紹南得票2021票，比上屆嚴天生的得票更多，民協成功在屯門保留一席。
- 湖景選區（L17）

傘兵周啟廉空降湖景，挑戰每隔一屆便自動當選、已連任七屆的民建聯梁健文；梁健文為屯門區資深議員，身兼民建聯屯門支部主席及區議會副主席，區內知名度比新人勝一籌。而周啟廉參選之後，以反問及諷刺方式提出議員處理社區問題懶惰積極、議會不議事經常早退、大量與橫額合照相片以示成功爭取，提倡「湖景可以更好」；梁健文有見及此立即應變，不斷包裝「紮根湖景」、長期服務27年及推銷關懷溫情，同時表示自己被抹黑來指責對手不和諧。另外，梁健文參考對手每星期更換海報的做法，自製非黨團格式的海報互動應戰，希望短時間向街坊展現接受年青化、懂得求變的心態，務求阻擋周啟廉狙擊；梁健文最後獲1454票力保席位，僅比周啟廉多400票，這結果讓多年來求變的居民感到可惜。周啟廉原意是挑戰自動當選議員，最大作用是揭發議員不盡責及發掘社區問題，讓居民反思和激發議員工作，但周啟廉未開始地區工作的空降情況下，短時間內取得超過一千張選票，令居民相當鼓舞，鼓勵他要更加積極及留下再戰。事後梁健文亦在社交網站留言以「僥倖當選」作回應，似乎多年來已沒有遇過強勁對手。
- 蝴蝶選區（L18）

民協楊智恆曾於2007年挑戰自1994年起多次連任的民建聯蘇愛群，結果失敗，他表示2011年因前民協成員戴賢招在同區出選故沒有參選。今屆選舉前半年，民主黨原本有意派溫朗鈞於樂翠選區接現任雙料議員何俊仁棒，但在前香港律師會會長、前屯門鄉事委員會主席及當然議員何君堯決定轉戰直選後，何俊仁留在樂翠選區競逐連任，溫朗鈞擬轉戰蝴蝶選區，但在提名期及民主黨誓師大會不見其蹤影。在蘇愛群可能自動當選之際，民協楊智恆臨陣捲土重來，趕在提名期最後一天報名，並得到同黨資深議員嚴天生大力支持及提供支援。選前一段時間，蘇評估形勢不妙，故雙方在區內非常積極，楊智恆不斷揭開蘇愛群在任期間出勤表現、處理社區事務手法、「博士」學歷成疑等，而蘇不斷表示自己受抹黑攻擊、被對方助選團成員襲擊及毀壞宣傳品（被淋紅油）等，選舉當天助選團更表示受到高空擲物等生命威脅。最終楊智恆意外地以2505票當選，報回8年前敗選之仇，讓1949票的蘇愛群結束在蝴蝶的21年歲月。而於樂翠選區（L19）落敗的民主黨立法會議議員何俊仁表示，由於建制派把大量資源集中於打擊他，以致鄰近選區的建制派候選人的資源太少而落敗。另外，因蘇愛群今屆與上屆的票數相若，有居民認為議員一直以來的處事態度、議會經常缺席、商場街市改建問題、兆山苑法團儲備失蹤而激發中間游離選民出來投票。亦有意見認為蘇愛群被襲擊、淋紅油等行為過份誇張，多於對手所為；而中立派卻認為在公平選舉下，無論反對誰人當選，都不應出現這些手段卑劣行為，因為往往在選舉結束後，曲終人散，很多抹黑、破壞都不了了之，難以追究，實在有欠公道。
- 樂翠選區（L19）

與富新選區一樣，此選區為本屆選舉其中一個候選人最多的選區，出現六人角逐一席的混戰場面。在選舉前半年，民主黨有意派溫朗鈞於樂翠選區接現任雙料議員何俊仁棒，於2015年3月，時任屯門鄉事委員會主席及身兼當然議員的前香港律師會會長何君堯，決定「讓路」予劉皇發，劉因而「光復」屯門鄉事委員會及後獲選為新主席，從而成為新一屆區議會當然議員。何失去了鄉委會主席、執委及當然議員身份後，決定轉戰直選挑戰何俊仁，何俊仁因而決定留在樂翠選區競逐連任。然而，由於何俊仁早已表明即使連任成功亦不會再參加立法會選舉，政界因此傳言何並非中聯辦的重點打繫對象。除何君堯參選外，何俊仁還需要面對熱血公民鄭松泰挑戰，另外兩名候選人分別是自稱年輕支持真普選的張永偉及前美樂花園法團成員阮偉忠。另一方面，何俊仁上屆競爭對手沈錦添亦有參選，有傳是選區內的鄉事派不滿上屆何君堯搶去劉皇發屯門鄉事委員會主席一職而阻止何當選。由於泛民建制互有「內訌」，此選區由開選至今一直成為話題，多家主要媒體均替此選區舉辦選舉論壇。當中鄭松泰及阮偉忠向該區主流泛民代表何俊仁作出狙擊，而何俊仁則向何君堯作出狙擊，而選前其中三人更打「告急」牌。雖然鄉事派內鬨，但由於中聯辦最後下封殺令，不容許鄉事派為沈錦添拉票，加上鄭松泰的分票下，何君堯以2106票擊敗1736票何俊仁，成功由當然議員轉戰直選。鄭松泰取得392票，其餘三名候選人得票不到100票。何俊仁將不能透過區議會（第二）功能組別參選立法會。此後，由於何君堯經常以區議員身份公開發表爭議言論，不但引起市民不滿，更有網民矛頭直指鄭松泰「鎅票」使何君堯當選，做法離譜。
- 新景選區（L21）

新景選區一直是民主黨黃麗嫦天下，盤踞二十一年，其對手是在區內服務七年，繼2011年再接再厲的民建聯李鳳嬋，黃麗嫦多年來首次面對同一名對手挑戰，有感選情嚴峻；其實當時在蝴蝶選區，泛民已經熱炒有關民建聯蘇愛群的會議出席紀錄，將其打擊，而事實黃麗嫦也同樣在同一會議出現九會缺八的差劣紀錄，但民建聯未有「捉鹿脫角」，打擊黃麗嫦的議會表現；最終黃麗嫦大打告急牌與其新圍苑法團主席丈夫雙劍合壁下，大大增加區內支持度及穩固票源，以破其紀錄的2686票成功連任。
- 寶田選區（L24）

鄉事派猛人蘇牛的女兒、蘇嘉雯於上屆以獨立名義參選，擊敗民建聯時任議員陳秀雲，選後加入新民黨。今屆遭到維園衝鋒成員「大陸朱」朱韶洪挑戰，惟朱在僅得零星宣傳以大比數落敗，蘇成功連任。
- 建生選區（L25）

傘兵環保人士林梓晴（日青）為阻陳文華自動當選參選屯門建生選區，挑戰連任12年的現任民建聯區議員陳文華。結果陳文華以2456票力壓1283票的林梓晴，成功連任新一屆區議員。由於林梓晴空降建生，加上自製Banner（看似環保，實則垃圾），令街坊感到缺乏誠意。同時，她成立「建生一號」發佈選舉消息，網上一致好評，但似圍威喂多，十分離地。相反，陳文華相比過去多屆的勤力表現，似乎只用一半功力，也能輕鬆連任。
- 兆康選區（L26）

已在該選區出任20年的議員民主黨陳樹英上屆選舉雖然遭到人民力量的狙擊及民建聯新人巫成鋒的挑戰但仍保住議席，今屆巫成鋒捲土重來挑戰陳樹英，另有報稱獨立的羅浩恩參選；巫成鋒服務兆康四年，以勤見稱，而陳樹英政績甚佳，誓要搏盡力保兆康一席；兩大政黨於此區競選過程一直叮噹馬頭，巫成鋒於選前遭到起底及恐嚇，到競選當天，雙方繼續力爭支持，最後巫成鋒以2677票、410票之差當選，陳樹英繼2012年立法會選舉後再度失利。

### 元朗區
- 南屏選區、北朗選區（M03、M04）

南屏選區一直是由1988年服務新界西近28年的黃偉賢所得，而自他的徒弟鄺俊宇於2007年勝出北朗選區後，民主黨便一統朗屏邨至今。今次兩人繼續爭取連任，而鄺俊宇今屆更多了一個身份，就是知名的愛情散文作家，而民建聯是次不約而同地在兩區派出女將張芬蘭、黃玉珍迎戰，南屏選區亦有獨立人士陳惠儀參選。最終黃偉賢、鄺俊宇兩人分別以約1300及800票的差距順利擊敗對手連任，保住民主黨近28年在元朗區的橋頭堡。
- 元龍選區（M06）

是屆選舉為新選區，由原鳳翔選區部份範圍劃分而成。由於新一屆區議會取消委任議員制度，該選區罕有地成為唯一一個出現兩名委任議員轉戰直選角逐的選區。同屬委任議員的現任元朗區議會副主席、新民黨王威信與經民聯莊健成在該區對撼，結果王以2651票、88%得票率擊敗只有352票的莊健成，成功轉型直選議席，更成為委任成功轉戰直選的議員中得票最高者。
- 鳳翔選區（M07）

民主陣線主席麥業成自1991年起開始擔任該區區議員，面對民建聯對手余仲良第三度挑戰，同時另有獨立人士王偉參選。另外選區重劃，鳳攸北街以北的範圍被撥入新選區元龍，再被撥入元朗中心選區部份範圍。但麥業成最終仍能贏700多票，第三次擊敗余仲良。
- 天恆選區（M22）

天恆選區一直由工聯會陸頌雄自2003年區議會選舉當選連任至今。今屆天水圍民生關注平台的社區幹事王百羽和獨立參選的張國棟首次參選挑戰上屆區議會自動當選的工聯會陸頌雄。最後陸頌雄以2,749票擊敗王百羽的1,317票和張國棟的846票，再度連任。
- 錦綉花園選區（M31）

當區議員新界社團聯會邱帶娣早於1988年以農牧職工會身份參選區議會（元朗北郊選區），首次勝出。1991年，元朗區議會重組選區，錦綉花園從新田分拆出來，成為獨立選區，由於邱帶娣難以挑戰在新田佔盡優勢的文氏家族，故此轉戰錦綉花園，並且落戶成功。此後，邱帶娣於1994、1999、2003和2007年的區議會選舉中，都高票當選連任，2011年的選舉更在無對手競爭情況下自動當選。今屆邱帶娣受到傘後組織派出的杜嘉倫挑戰，由前民主黨成員黃成智建立的新思維亦派出梁偉堃加入角逐。最終，杜嘉倫以1826票擊敗邱帶娣、梁偉堃二人而當選，結束邱帶娣27年的區議員生涯。
- 八鄉南選區（M35）

土地正義聯盟成員朱凱迪，在2011年區議會選舉伙拍菜園村女村民馮汝竹，在八鄉北選區參選（馮汝竹則在八鄉南選區參選），結果朱凱迪得票不夠三百大敗，馮汝竹亦只得七百多票落敗。今屆馮汝竹沒有參選，而朱凱迪則轉戰八鄉南，挑戰現任原居民區議員黎偉雄。如上屆一樣，非原居民的朱凱迪選情一直處於劣勢，宣傳亦受到當區原居民的阻撓，但明顯較上屆多了些本區的支持者。選舉日前一星期，爆出黎偉雄正計劃向城規會申請在八鄉區內興建瀝青廠，令不少村民對他反感。最後朱凱迪得票大幅增加至1482票，雖仍不及黎偉雄的2872票，再次落敗。但朱凱迪成為首個在以原居民為主的新界鄉郊選區，取得超過三份一選票的民主派候選人。

### 北區
上屆選舉，民建聯在北區一舉奪得14席，控制北區區議會，泛民只有民主黨於聯和墟選區保留一席。今屆民建聯部份現任議員在多個選區落敗，加上有現任議員退黨，民建聯今屆只剩下8席。而民主黨雖然聯和墟選區的羅世恩連任失敗，但收復上屆失落議席的石湖墟及天平東選區，連同祥華成功擊敗現任議員當選的陳旭明，民主黨在北區的議席由一席增至三席，加上新民主同盟在華明選區首次搶灘成功取得一席，令泛民在北區的議席數目由一席增至四席。
- 聯和墟選區（N01）

民主黨的羅世恩自2007年以些微差距擊敗民建聯的現任議員陳發康當選以後，2011年區選以接近六百多票的差距擊敗民建聯的曾興隆而連任。由於民主黨多名現任議員及候選人在北區多個選區落敗，只剩羅世恩仍成功連任，為北區唯一一席民主派議員，自由黨自田北俊重返新界東後，派出2011年在葵青石籬選區落選的劉明堅經營，結果演變成「一泛民對兩建制」的局面，在建制分裂的情況下，曾興隆得票增加一千多，反倒以五成六的得票率，六百多票的差距，擊敗羅世恩，而劉明堅只得413票。不過在2016年香港立法會新界東地方選區補選，民建聯周浩鼎於此選區的得票與上屆區議會選舉的得票相若；而屬泛民的公民黨楊岳橋及票源相同的本土民主前線梁天琦合共得票亦與羅世恩的得票相若。
- 粉嶺市選區（N02）

上屆選舉以民建聯身份當選的彭振聲，今屆退出民建聯，改以獨立人士角逐連任。2015年7月，黃成智與狄志遠建立新思維後，今次選舉派出只有24歲的黃晉靈首次參選該區。結果彭以1403票擊敗獲826票的黃成功連任。
- 祥華選區（N03）

自從鄉事派的葉曜丞於2007年由委任轉戰直選，擊敗前民主黨議員莫兆麟當選以後，2011年當選連任，但葉氏與祥華邨業主立案法團不和，而且於祥華邨於2015年出現業主立案法團更換水管爭議，房署罕有地以大業主的身份投票支持繼續法團建議，引致法團重組。今屆選舉，出現四人競逐一席的混戰場面，除葉曜丞競逐連任外，民主黨與傘兵組織「北區動源」於協調選區上出現爭執，民主黨的新人陳旭明與北區動源的黃嘉浩同時參選，再加上一名獨立人士阮海偉。陳旭明以「做番好祥華」為口號，而黃嘉浩則主打自己為祥華邨當區居民。結果葉曜丞得票下跌近千，黃嘉浩以104票的差距，落敗在北區動源口中「決定揀一個由法團岀黎拉票、過往落敗唔見影嘅政黨」，陳旭明當選，令民主黨收復失落8年的祥華選區。
- 華明選區（N05）

是屆選舉在粉嶺南多個選區，只有華明選區出現泛民挑戰建制的局面，其餘鄰近的華都、欣盛及盛福選區均由民建聯現任區議員在無對手情況下自動當選。由於上屆選舉民主黨在北區多個選區，多名現任議員及候選人大敗，泛民在北區遭受重創，勢力薄弱，新民主同盟的西貢運亨選區區議員范國威於2012年當選立法會議員後，決定在粉嶺華明邨設立辦事處，並派出同屬新民主同盟的陳惠達落區出任社區主任，拓展北區地區工作。今屆選舉，陳惠達挑戰角逐二度連任的民建聯現任議員賴心，最後陳以2660票、超過800票的差距，將1814票的賴心拉下馬，成為新民主同盟成立以來首位北區區議員，亦令建制派不能全面控制粉嶺南一帶選區。泛民繼2007年選舉原民主黨區議員黃良喜落敗於賴心8年後，重奪華明選區，但今次由民主黨分裂出來的新民主同盟完成任務。
- 粉嶺南選區（N08）

粉嶺南選區是新成立的選區，分別從上屆的欣盛、上水鄉郊及清河選區劃出部份範圍再組合而成，全部是私人樓宇，民主黨的黃成智曾向民主黨新界東支部請纓出馬參選，但不被新界東支部提名，後來於2015年7月，黃成智因為政改廣告一事被開除出黨，後與狄志遠建立新思維後參選該區。而牽晴間業主委員會主席、蓬瀛仙館行政總裁何樹光亦參選，結果黃成智以近一倍的差距慘敗於何樹光。
- 御太選區（N10）

上屆選舉，工聯會的新人曾勁聰以808票之差擊敗民主黨新人曾尚智當選。今屆曾角逐連任，同區對手有獲太平邨業主立案法團支持、上屆於石湖墟選區落敗的自由黨侯榮光和獨立人士石房有，最後曾勁聰得票有所增長，獲得1922票，成功擊敗只有672票和326票的侯榮光和石房有成功連任。
- 上水鄉郊選區（N11）

上屆選舉，一向與民建聯關係和諧的鄉事派不滿區議會再被政黨牽制，認為區議會應有更多鄉事聲音，派出多名候選人挑戰民建聯對手，其中上水鄉委會副主席、金錢村侯氏的侯福達與由1994年起出任當區議員的民建聯侯金林對撼，最後侯金林以82票險勝侯福達而連任，更當選北區區議會副主席。今屆二人再度對決，結果侯福達以2934票、460票之差擊敗角逐連任的侯金林，結束侯金林21年區議員生涯，亦報回上屆敗選之仇。
- 彩園選區（N12）、石湖墟選區（N13）

該兩個選區是水貨客走私問題的重災區，兩位現任民建聯議員蘇西智（北區區議會主席）及王潤強均角逐連任，分別受到北區水貨客關注組的梁金成（金金大師）及民主黨總幹事、全港業主反貪腐反圍標大聯盟發言人林卓廷的挑戰，蘇、王二人被指和民意脱節，無力阻止水貨客滋擾居民。另一名被質疑是假傘兵的劉匡健亦加入石湖墟選區的戰團。結果蘇西智以2481票擊敗得票1975票的梁金成，五度連任，梁雖然落敗，但比上屆代表民主黨在同區出選的黃成智得票多300票。而王潤強卻因水貨客問題影響選情，只得1760票，以630票大幅差距，不敵得票2390票的林卓廷，連任失敗，劉匡健只得90票。
- 天平東選區（N17）

上屆選舉，民建聯柯倩儀以80票之差，壓倒民主黨梁玉祥、時任議員余智成（曾為民主黨成員，獲鄉事派支持）及另一名獨立候選人莫富華而當選。今屆民主黨改派新人劉其烽挑戰柯倩儀。上屆連任失敗的前議員余智成亦捲土重來，希望取回議席。最後柯倩儀以159票差距，不敵得1726票的民主黨劉其烽，連任失敗，余智成則只有603票，未能重返議會。

### 大埔區
- 富亨選區（P05）

上屆選舉民建聯王秋北以54票之差擊敗民主黨任萬全當選。任落選後曾一度放下地區工作，並離開民主黨，但後來政府計劃於富亨第九區興建公屋，任認為此計劃會為富亨帶來人口及交通壓力，但王秋北又不盡力向居民宣傳，任認為王秋北是作「假諮詢」，決定再次投入地區工作，並於是屆選舉以獨立名義再度挑戰王秋北。2015年4月30日，富亨邨業主立案法團宣佈增加管理費18%，表示因最低工資、電費和其他營運成本增加，同年6月1日生效，而且根據法例不需召開業主大會交代。部分居民因不滿管理費無故大幅增加，查看屋苑財務報表，發現屋苑修維基金疑有一百九十萬不經居民大會決議，轉至屋苑日常營運資金，曾用作補貼全屋苑業主一個月管理費用。富亨邨其中一座互助委員會主席朱達民懷疑，當年有人涉擅自將維修基金撥出「派街坊」，「屋苑帳目混亂，至○九年更出現虧蝕情況，不足支付工程費用，現反要增加業主管理費充數」，身兼富亨邨業主立案法團主席的王秋北，被指要為法團帳目混亂負責，結果居民同年8月投票，趕走原富亨邨的管理公司。選舉提名期開始後，王秋北更被揭發於任期內（於2013年7月至2014年1月期間），涉嫌聯同中國民族歌舞協進會的主席游麗娟及秘書楊秀芳，舉辦「祖國昌盛－聚首一堂」歌舞表演，以假收據向政府申撥款，騙取最少1,840元作協會儲備，遭廉政公署起訴串謀盜竊。王秋北因這事件而被戲稱為「1840先生」。在受到官司及法團醜聞的困擾下，王最終只能得1417票，大幅落後任萬全的3716票，連任失敗，任萬全亦報回上次敗選之仇。
- 怡富選區（P06）、富明新選區（P07）

新民主同盟的關永業於1999年以民主黨身份當選富明新選區區議員，而自另一民主黨成員任啟邦自2003年在怡富選區當選後，民主派便統一富善邨及該帶屋苑至今。在2010年，二人因不滿民主黨支持政改方案而退黨，轉投新民主同盟。民建聯曾經多次派出候選人挑戰二人均失敗，今屆決定與工聯會分途出擊，分別派出有惠州背景的企業家張鳳燕，以及陳勇華與二人對決。各人均打「溫情牌」爭取支持，最後任及關均以超過70%票數擊敗對手，成功連任，為民主派保住大埔近16年的橋頭堡，任啟邦更以4,148票成今屆區選「票王」。選後同是新民主同盟的立法會議員、兼在西貢運亨選區成功連任區議員的范國威認為，張鳳燕選舉策略出錯，她本身不適合上鏡，但卻拍攝宣傳短片，將其弱點暴露出來嚇壞街坊，為致敗主因。
- 新富選區（P12）

上屆當選的當區區議員羅舜泉（前民主黨成員，現為經民聯成員）在2015年4月因欺詐罪成被判入獄5個月，令新富選區區議員一職懸空，同年7月19日補選由工黨成員郭永健以1,392票險勝羅舜泉之子羅曉楓勝出。是次選舉為7月補選的翻版，建制派吸取上次分票教訓，協調上次敗選的羅曉楓再與爭取連任的郭永健對決，前民主黨大埔區議員胡錦輝亦回歸參選。最後羅曉楓以383票之差擊敗郭永健，令後者成香港史上「最短命」區議員。郭永健雖然落敗，但他在是次選舉獲得的票數較約四個月前的補選增加了670票。
- 寶雅選區（P14）

太和邨一帶議席上屆由民建聯的立法會漁農界前議員黃容根（寶雅）及鄭俊和（太和）控制，是屆鄭俊和在無對手情況下自動當選，而尋求五度連任的黃容根則遭受新民主同盟派出新人周炫瑋挑戰。選前黃容根出現「輕敵」，未針對周作出選舉部署。及至黃容根可能感到有危機，才叫民建聯的重量級人馬落區拉票，但難以扭轉敗局。最後周炫瑋以2683票擊敗僅得2292票的黃容根當選，令黃結束21年區議會生涯，民建聯在太和失去半壁堡壘。
- 舊墟及太湖選區（P16）

上屆選舉，民建聯張國慧擊敗另外三名對手當選，今屆他角逐連任，遭到傘後組織「埔向晴天」成員劉勇威挑戰，結果劉以400多票差距大勝張國慧，民建聯繼寶雅選區後再度於大埔區失去議席。
- 康樂園選區（P17）

大埔鄉事委員會主席、當然議員的經民聯文春輝，於鄉事委員會換屆選舉決定不再連任，由張學明自動當選鄉委會主席，從而成為當然議員。文同時失去鄉委會主席，當然區議員、鄉委會執委身份及大埔區議會副主席席位，決定轉戰直選，重返曾經當選的康樂園選區參選。今屆選舉，文與鄉事派、大埔頭村村長鄧銘泰對撼，文最後只得1132票，不敵1780票的鄧，宣告轉戰直選失敗，成為唯一一位在區選中「落馬」的前任當然議員。
- 西貢北選區（P19）

西貢北選區為全港陸地面積最大的選區，由1988年起由已加入經民聯的何大偉連任議員至今。今屆何大偉決定不再連任，由西徑村原居民、同是經民聯的李華光接棒參選，與西貢北鄉事委員會副主席李貴有對撼，結果李華光以1024票，僅以20票之差壓倒1004票的李貴有而當選。

### 西貢區
- 西貢市中心選區（Q01）、白沙灣選區（Q02）

民建聯吳仕福（西貢區議會主席）、邱戊秀自1994年起多次連任議員，上屆選舉二人在無對手情況下自動當選，吳更已連續4屆自動當選。今屆選舉，由方國珊領軍的專業動力希望打破民建聯在西貢郊區的壟斷，分別派出章士傑、浦偉明挑戰二人。最後吳以1723票擊敗獲843票的章，邱則以1539票壓倒浦偉明，雙雙成功連任。
- 坑口東選區（Q04）

該選區主要為原居民村集中地，今次選舉出現兩名原居民村代表之爭。現任議員、屬坑口鄉事委員會成員的大環頭村代表劉偉章（獲新界社團聯會支持）遇到同樣屬坑口鄉事委員會成員的上洋村原居民代表、教會傳道人劉敏財挑戰。最後劉偉章以962票擊敗獲810票的劉敏財而連任。
- 寶怡選區（Q06）、軍寶選區（Q13）

上屆選舉，原環保選區的寶盈花園與屬於富軍選區的將軍澳廣場合併成為寶軍選區，因出現「二泛民對一建制」的局面，令泛民在總票數多於建制的情況下，仍然導致當區區議員工聯會吳雪山成功連任。今屆選舉，由於寶盈花園一帶人口增加，將軍澳廣場被剔出原選區，與由原南安選區的新寶城及將軍澳運動場合併成新的軍寶選區。原選區則加入原屬維景選區、位於寶邑路以南的私人屋苑群（包括已入伙的天晉II）及原選區內新落成的怡明邨，改稱寶怡選區。是屆泛民汲取上次「鎅票」經驗，協調後派出上屆落敗的民主黨謝正楓（同時為「將軍澳民生關注組」成員）於寶怡選區再度與吳雪山對決；而軍寶選區則出現五人角逐一席的混戰場面。泛民區選聯盟決定推薦新民主同盟立法會議員范國威的助理黎銘澤角逐該新增選區，原民主黨黨員陳展浚不滿未被推薦而退黨，以「將軍澳民生關注組」名義出選。新民主同盟曾向廉署投訴陳展浚曾聲言以「一命換一命」要求黎銘澤退選，陳則稱是私人對話，又指報案者未必是受害者。而專業動力黃天佑、新寶城業主立案法團主席李國培及將軍澳廣場業委會主席李新（李新獲葉劉淑儀及謝偉俊支持）亦加入戰團，形成「三泛民對二建制」的格局。結果，寶怡選區吳雪山因受到增加寶盈花園管理費及鉛水事件影響選情，導致吳只得1838票，不敵謝的2361票，宣告連任失敗，結束15年的區議員生涯；而軍寶選區方面，黎銘澤以784票擊敗四名對手成功當選，由於五人大混戰，而且各候選人勢均力敵，得票數目為是屆當選的候選人中最低者。
- 都善選區（Q08）、彩健選區（Q10）

是屆選舉，原健善選區的善明邨與原屬維景選區的都會駅被分拆出來，合併成新增的都善選區，出現四人角逐一席的混戰場面。扎根於彩明苑，於2003年首次於健彩選區當選，後於2007年、2011年於改組後的彩健選區連任兩屆的區議員何民傑（獨立中間派，為前立法會主席黃宏發學生兼議員助理）派出其副手、時事評論員孫柏文出戰該新增選區，報稱獨立、獲建制支持的莫繡安，人民力量立法會議員陳志全的助理蘇浩及專業動力的張展鵬亦加入戰團。何本人亦於彩健選區角逐連任，遭到民建聯吳東河以「大媽」攻勢挑戰。何最後得2873票，以61%選票擊敗吳東河，第三次成功連任，但其助手孫則落敗，由專業動力張展鵬取得該議席。
- 澳唐選區（Q11）

新民主同盟現任議員張國強今屆不再尋求連任，正式退休，由其助手、社區主任呂文光接棒，專業動力及工聯會有意在該區拓展勢力，分別派出將軍澳中心業主委員會主席歐陽浩崑及曾多次參選失敗的高永聯參選。結果呂以1831票擊敗兩名對手，成功接棒。
- 寶琳選區（Q17）、欣英選區（Q18）

該兩選區上屆分別由公民力量的區能發及新民主同盟的鍾錦麟當選，後者更是上屆最年輕的當選者，今屆二人均角逐連任。不過該兩區今屆均爆出建制派「撞區」的局面。自由黨與新民黨在欣英選區協調失敗後，兩個政黨均派出候選人參選該區，挑戰角逐連任的鍾錦麟：自由黨派出社區主任楊浩泉參選，新民黨原本的候選人張詩翱因個人財務問題而退選，並即時由廖子聰頂上；至於寶琳選區，原本沒有打算出選的自由黨，臨時派出青年團成員黃樂然，空降該區挑戰已加入新民黨的區能發。上屆於環保選區敗於「票后」方國珊的張志董，今屆退出民主黨，改以獨立人士參選寶琳選區。最後區、鍾二人均以高票擊敗各自的兩名對手成功連任。
- 運亨選區（Q19）

運亨選區議席由2000年起一直由當時以民主黨身份當選，後於2010年因不滿民主黨支持政改方案而退黨轉投新民主同盟的范國威持有，范更於2012年立法會選舉當選立法會議員。之前數屆區選，范國威均能以大比數勝出議席。今屆對手為原本以經民聯社區主任名義在火炭區進行社區工作，由2015年7月起突然由火炭空降將軍澳並退出經民聯的律師申偉基（被稱為「經民聯男神」），和報稱獨立民主派的黎子華。申和范兩人在選戰期間互指對方抹黑自己，同時間亦有一些不具名，針對范國威的抹黑信件寄送到運亨選區的住宅，亦有人在港鐵寶琳站外派發抹黑范國威的不具名宣傳單張。范國威因抹黑一事向選舉事務處舉報，同時申偉基亦因抹黑一事向廉政公署舉報，並入稟法院控告范國威誹謗。最後范國威以接近800票之差擊敗申偉基，第四度成功連任，黎子華只有117票。
- 尚德選區（Q24）

上屆工聯會簡兆祺擊敗民建聯的時任議員陸惠民成功當選，是屆簡角逐連任，而陸惠民則沒有參選，改為支持獨立建制派的「福建幫」蔡乾正挑戰簡兆祺，上屆落敗後加入人民力量的黃輝亦有角逐。結果簡兆祺以超過56%的得票率成功連任，黃輝得票31%，蔡乾正只有650票排末。因同屬工聯會的吳雪山於寶怡選區連任失敗，而在澳唐選區的候選人高永聯也未能當選，工聯會於西貢區議會只剩簡兆祺一人仍保留議席。
- 環保北選區（Q26）、環保南選區（Q27）

專業動力現任區議員方國珊（上屆區選「票后」）的環保選區，因人口增加而一分為二（環保北及環保南），方國珊決定於環保北選區角逐連任，而方的社區主任張美雄則出選新增的環保南選區。二人分別受到方國珊前助理、自由黨崔定邦及民建聯胡綽謙的挑戰，崔定邦在2010年曾與方一同離開自由黨，三年後崔重返自由黨。方最後以超過80%選票、2667票擊敗只有665票的崔定邦成功連任；而張美雄亦以超過80%選票擊敗胡綽謙首度晉身區議會。連同在都善選區當選的張展鵬，及維景選區成功連任的陳繼偉，令專業動力於今屆區議會由兩席增至四席。

### 沙田區
2014年，有「沙田執政黨」之稱的公民力量與新民黨結盟，大部份公民力量區議員加入新民黨，令新民黨成為沙田區議會最大政黨。惟今屆多名公民力量成員爭取連任失敗，公民力量新民黨組合在沙田只剩下9席，民建聯亦由上屆的8席減至7席。泛民主派則由上屆8席增加至19席，成功於沙田區議會取得近半數議席。
- 沙田市中心選區（R01）

前民主黨成員衛慶祥於2003年區選由駿馬選區轉戰沙田市中心選區，擊敗時任議員民建聯「地區龍頭」江活潮而當選，並一直連任至今。上屆選舉他擊敗民建聯曾錦銓成功連任，今屆民建聯換上新人黃自勇與衛對決。結果衛以2759票的大比數擊敗1328票的黃，再次成功連任。
- 瀝源選區（R02）

上屆選舉公民力量黃宇翰以1382票擊敗獲967票的「村長」社民連黃浩銘，成功由資深議員簡松年手上接棒。今屆選舉，已成為社民連內務副主席的黃浩銘再次挑戰已加入新民黨的黃宇翰。結果黃宇翰再次擊敗黃浩銘成功連任，但差距已比上屆選舉減少，只有393票。
- 禾輋邨選區（R03）

上屆選舉民建聯余倩雯在無對手情況下自動當選，今屆遭到人民力量李煒鋒及有經民聯背景的獨立人士李德華挑戰，出現「兩建制對一泛民」的局面。結果余倩雯以800多票之差擊敗主要對手李煒鋒成功連任。
- 王屋選區（R06）

王屋選區主要以私人屋苑為主，自回歸後一直由自由黨的梁志偉多次連任至今。今屆有沙田土生土長的獨立民主派、年僅23歲的「傘兵」、前傘兵組織「沙田新幹線」成員黎梓恩參選向梁挑戰。黎年初起擺街站至今，大部份時間無人理會，但原來沉默的一群已被其誠意打動，「街坊個個忙返工、仲要開OT，好正常」。更有長者每次遇上都責罵他，「『佔中廢青以為瞓下街就選到』，鬧足五分鐘」。結果憑著他的勤力和誠意，黎以2111票、175之差擊倒梁志偉的1936票而當選，由於自由黨另一候選人何偉樂在駿馬選區（R23）不敵現任議員蕭顯航，自由黨在沙田區宣告「全軍覆沒」。
- 沙角選區（R07）、博康選區（R08）、乙明選區（R09）

上屆新民主同盟丘文俊於乙明選區擊敗連任四屆的公民力量林康華而當選，今屆他角逐連任，並派出他兩名「徒弟」新人陳兆陽及趙柱幫分戰鄰近的沙角及博康選區，分別挑戰已加入新民黨、多次連任的公民力量現任議員楊倩紅及陳國添。最後陳兆陽、趙柱幫分別以190及193票差距，擊敗楊倩紅及陳國添而當選，丘文俊亦以66%得票率，擊敗兩名分別為新民黨及經民聯的候選人葉家明及周秉謙而成功連任，新民黨於俗稱「沙乙博」的三條城門河南面公共屋邨全線失守，令新民主同盟一統該帶選區，勢力更擴展至2015年才入伙，現時屬乙明選區的水泉澳邨。另外黎梓恩亦在王屋選區報捷，令民主派統一整個沙田圍。
- 秦豐選區（R10）、新田圍選區（R11）

民主黨成員陳諾恒及程張迎於上屆選舉分別於秦豐選區及新田圍選區當選，其中陳諾恒於上屆選舉擊敗連續於多屆選舉自動當選的公民力量成員梁志堅，當選沙田區議員，而由1985年起擔任車公廟選區議員的前區局議員程張迎，則於1994年因重新劃界而成立的新田圍選區當選，一直連任至今。今屆兩人均競逐連任，公民力量則派出社區發展主任梁家瑋出選秦豐選區挑戰陳諾恒；工聯會一直未曾在沙田區議會佔有議席，故今屆派出年僅23歲的「小花」、工聯會最年輕的參選人李樂昕參選新田圍選區挑戰程張迎。結果，程以2455票擊退1488票的李樂昕，再次成功連任；至於秦豐選區的陳諾恒則以3724票大比數擊敗取得1578票的梁家瑋成功連任，陳的得票更比上屆增加了超過1500票，令民主黨成功保住沙田頭兩個議席。
- 翠田選區（R12）、翠嘉選區（R18）

翠嘉選區自1994年起便一直由公民力量的李錦明出任議員。由於李錦明拒絕讓路予前任沙田區議會主席韋國洪兒子韋德麟，他退出公民力量與新民黨，改以獨立名義在翠嘉選區參選，韋德麟則以新民黨／公民力量名義在同區參選。多次參選翠嘉選區失敗的李世鴻在上屆選舉後，由社民連轉投新民主同盟繼續經營翠嘉選區，結果李世鴻在兩名建制派對手內鬥下成功當選，不過他的得票比其餘兩名對手合共得票還多，韋德麟的得票更不及前黨友李錦明。新民主同盟亦派出由民主黨轉投該黨、曾出任立法會議員單仲偕助理的許銳宇參選翠田選區，挑戰自1994年起連續21年擔任當區議員的公民力量議員黃澤標。最後許銳宇擊敗黃澤標當選，令後者與李錦明雙雙結束長達21年的區議員生涯，使新民黨於新翠邨兩個選區均失去議席，令新翠邨一夜之間由紅染成綠。加上在「沙乙博」當選的丘文俊、陳兆陽、趙柱幫，新民主同盟在沙田區的議席數目由選前的一個增加至五個，連同在沙田圍及沙田頭三個選區當選的「傘兵」黎梓恩、民主黨陳諾恒及程張迎，更令沿馬鞍山鐵路由大圍至沙田圍一帶的選區全由泛民主派控制。
- 顯嘉選區（R13）、徑口選區（R16）

公民力量成員林松茵自2007年起當選顯嘉選區議員，擊敗時任議員民主黨莫偉雄，令公民力量成功統一顯徑邨，其後林亦於上屆選舉再次擊敗莫偉雄成功連任，但同時鄰近的徑口選區，民主黨成員吳錦雄以18票之差，險勝公民力量候選人黃嘉錫，回復2007年選舉前的格局，公民力量與泛民主派各取得顯徑邨的一個議席。由於徑口選區過去一直由公民力量成員，前沙田區議會主席韋國洪擔任區議員，但在韋放棄連任之時，議席隨即落入民主黨手中，因此選後公民力量已派出委任議員何國華於徑口區經營，聯同林松茵一同進行地區工作，務求在今屆選舉奪回議席，二人隨公民力量與新民黨結盟，於2014年2月加入新民黨。本屆選舉，顯嘉選區的公民力量／新民黨議員林松茵及徑口選區的民主黨議員吳錦雄爭取連任，兩人分別受到民主黨前區議員莫偉雄及公民力量／新民黨轉戰直選的委任議員何國華挑戰。最終，公民力量／新民黨的林松茵於顯嘉選區取得2,473票，第三度擊敗莫偉雄成功連任；但於徑口選區出選的委任議員何國華則取得2,144票，不敵取得2,826票成功連任的吳錦雄，轉戰直選失敗，而吳與公民力量候選人的得票差距亦由上屆的18票拉開至682票，令公民力量／新民黨及民主黨繼續在顯徑邨各有一個議席。
- 下城門選區（R14）、雲城選區（R15）、松田選區（R20）

公民力量的鄧永昌自1999年起，多次在美松苑的選區連任，甚至更曾自動當選。上屆鄧以1636票擊敗獲1058票的美致樓互委會主席李源錦而連任。今屆由於美田邨人口增加，鄧永昌經營多時的美田邨大部份樓宇被剔除出松田選區，壹號雲頂則由原本沙田市中心選區改劃入松田選區，加入新民黨的鄧永昌留在松田選區爭取連任。鄧的前助理勞越洲因不滿公民力量加入新民黨而退黨獨立參選，被視為傘兵的沙田社區網絡派出年僅22歲的黃學禮在該區參選。與此同時，下城門選區由於人口增加，原有選區的雲疊花園、名城及海福花園被分拆成新選區雲城，上屆於下城門選區自動當選、後加入新民黨的公民力量的何厚祥轉戰該區，遇上前民主黨成員、前北區區議員（華明選區），後加入新思維的黃良喜及獨立民主派張德榮挑戰，結果何以稍多於五成的得票率擊敗兩名對手成功連任。然而美田邨大部份樓宇則包括在原有的下城門選區，則由同屬建制派的公民力量唐學良、與經民聯友好的委任議員莊耀勤在該區對撼，上屆在松田選區被鄧永昌擊敗的李源錦亦到下城門選區再次參選，結果唐學良以三成六的得票率，34票的差距險勝莊耀勤，成功為公民力量保住大圍北部的議席。松田選區在公民力量系統分裂參選的情況下，由黃學禮以四成五的得票率，接近四百票的差距擊敗鄧永昌取得議席，黃學禮亦成為是屆全港最年青區議員。
- 頌安選區（R24）、錦濤選區（R25）

自2003年區選一役，民建聯陳克勤、劉江華分別敗於民主黨的方鎮邦（方氏於2006年退黨轉投自由黨，後因騙取區議會營運開支津貼罪成判囚）、何淑萍後，民建聯於2007年區選派出葛珮帆與楊文銳參選，成功擊敗民主黨的候選人勞潤明及爭取連任的何淑萍，葛楊二人更在2011年的區選連任，葛珮帆更在翌年的立法會選舉中當選立法會議員，而楊文銳亦出任民建聯沙田支部主席。工黨前副主席張超雄於2012年當選立法會議員後，便於頌安邨開設辦事處，並派出地區幹事、傷殘人士葉榮經營此區。今屆選舉，葉榮挑戰角逐二度連任的民建聯現任議員葛珮帆。錦濤選區方面，自游月華轉到鞍泰選區經營後，民主黨曾派出社區主任鄺美娜經營此區，但後來因與區議員麥潤培跟民主黨新東支部不和而退黨，更放下地區工作。在楊文銳有望自動當選之際，馬鞍山居民陳國強參選。陳國強曾參與2010年五區公投、2012年立法會選舉及2012年沙田區議會鞍泰區補選，有「新東第一刺客」之稱，敗選後亦多次擔任葉榮的義工。陳國強更獲當年早年支持民主黨前區議員何淑萍（曾於1999年區議會選舉敗於陳克勤，其後於2003年的區選中再次參選擊敗劉江華）的街坊全力拉票。點票前葉榮因為票站外的階梯所阻，一度無法進入票站內監票。同屬工黨的立法會議員張超雄形容，候選人進不了票站，「都算是世界新聞」。最終葛楊分別以130票及137票之差不敵兩位對手連任失敗，尤如2003年劉江華、陳克勤落選的翻版，令民建聯失去馬鞍山半壁堡壘。葛成為繼鍾樹根後第二位是屆選舉中「落馬」的建制派立法會議員，楊文銳亦成為民建聯於今屆選舉中唯一一位落敗的地區支部主席，葉榮則成為特區成立以來首位出任區議員的傷殘人士。民主派繼2003年後奪得兩區議席。值得一提的是，由於兩個選區十分接近，過去12年皆由同一政黨執政。這次選舉後，兩個選區首次由不同政黨人士執政，但兩名當選者皆為民主派成員。
- 利安選區（R27）

上屆民主黨麥潤培擊敗民建聯羅棣萱當選。今屆選區重劃，二人再度於同區對戰之外，加上獨立人士江卓偉參選。選前麥潤培因為與加入民主黨內原前綫系統不和，未能得到民主黨新界東支部的提名之下，麥潤培退出民主黨，改以民主動力名義出選，結果得票比上屆增加近半的情況下，以3938票高票連任，成為沙田區「票王」，得票比所有民主黨員更多。
- 富龍選區（R28）

公民力量羅光強自1999年於富寶選區當選，其後選區重劃，加入錦龍苑及烏溪沙村成富龍選區，羅於該區當選並連任至今，上屆更在無對手下自動當選。今屆民主黨派出有「民主黨李英愛」之稱的曾素麗挑戰。最後曾素麗以3027票擊敗羅光強，結束羅16年的區議會生涯。連同在錦濤選區成功搶灘的陳國強，令馬鞍山除錦泰苑、錦禧苑、富輝花園及福安花園以外的所有居屋皆由泛民主派執政。
- 烏溪沙選區（R29）

馬鞍山鐵路於2004年通車後，馬鞍山新市鎮一直向東面的烏溪沙一帶發展。近年位於烏溪沙站附近的私人屋苑相繼落成，人口增加，鄰近的選區需作重劃。原屬馬鞍山市中心選區（R26）的雅典居、利安選區（R27）的銀湖天峰以及富龍選區（R28）的烏溪沙村，連同新落成的迎海，組成新增的烏溪沙選區（R29）。由於鄰近利安選區，民主黨派出秘書長李永成（曾於上屆選舉於北區華都選區參選，但敗於民建聯姚銘）與當時仍是民主黨的麥潤培一同落區。建制派方面，新民黨羅光強原欲派出其助理葉靜雯參選，但後來讓路予民建聯大律師蕭震然參選。結果李永成以300多票之差擊敗蕭震然當選，令烏溪沙站範圍內的所有選區皆由泛民主派所控制。
- 錦英選區（R30）

錦英選區於1994年成立，當時為錦英苑業主立案法團主席黃國雄擊敗對手當選，其後加入前綫並連任至2006年（當中黃2000年已退出前綫，2003年沒有再以前綫名義參選）。2006年黃因貪污罪成被判入獄而喪失議席，補選時由建制派湯寶珍勝出，上屆湯寶珍以大比數擊敗再度出山的黃國雄成功連任，其後加入經民聯。今屆湯遇到富龍選區新民黨參選人羅光強前助理李寶妹及被指獲民建聯暗中支持的羅兆沖挑戰，民主黨則派出主席劉慧卿的助理丁仕元競逐，丁曾於2003年區議會選舉耀安選區中勝出，但其後兩屆均於同區參選落敗。錦英選區在出現「三建制對一泛民」局面下，丁仕元以1612票重返議會，打破湯寶珍於歷屆區選的「不敗記錄」，亦令民主派重奪失落近9年的議席，由於經民聯另一成員劉偉倫在碧湖選區連任失敗，經民聯沙田民選議席「全軍覆沒」，只能保住當然議席（沙田鄉事委員會主席莫錦貴為經民聯成員）；值得一提的是，兩名經民聯成員參選的選區，選前皆有民建聯地區人士經營。另外李寶妹及羅兆沖分別得888票及1176票落敗。連同利安當選的麥潤培、富龍當選的曾素麗及烏溪沙當選的李永成，民主派全面控制馬鞍山東部一帶的選區。
- 耀安選區（R31）

上屆民建聯李世榮以六成選票擊敗民主黨丁仕元，成功承接前議員黃戌娣的議席。今屆李競逐連任，丁則轉到錦英選區參選。提名期完結前，耀安居民張碧霞宣布參選，得到丁仕元的支持。在點票期間被發現有近700張問題選票，令此選區是最後一個公布結果的選區。最後李世榮以3021票成功連任，而張碧霞則得到2071票，高票落敗，惟二人差距比上屆李世榮與丁仕元明顯減少。
- 恆安選區（R32）

此選區自1994年成立至今一直由民主派所控制，當時區議員為民主黨的陳道煬。後來陳退出民主黨，前綫於1999年派出鄭則文參選並當選，後來鄭則文於2008年跟隨前綫加入民主黨。過往鄭則文均以大比數擊敗對手當選，上屆更成為沙田區「票王」。民建聯及工聯會過去均聯合派人挑戰他均失敗，今屆派出只屬工聯會的林德偉挑戰尋求第五度連任的鄭則文。最後，年屆73歲的鄭則文仍以3740票大比數，擊敗得2706票的林德偉再度力保不失，為民主派保住馬鞍山21年的堡壘。唯此次建制派的得票是歷屆最高的，與鄭則文的差距亦由過去的逾1500票縮減至今屆約1000票。民主黨選後在沙田區的議席由選前4席增至7席。
- 鞍泰選區（R33）

民建聯上屆楊祥利於2012年申請破產，按法例破產人士不得擔任公職人員，需進行補選。補選時有五位候選人角逐，結果由民建聯招文亮在因為泛民分裂而民主黨的游月華及新民主同盟的陳珮明分別參選下，以1488票（33.8%）險勝。今屆招文亮受游月華再度挑戰，獨立的黃家勝亦加入戰團，但黃家勝提名無效首先落選。最後招文亮沒有受楊祥利申請破產的醜聞影響，以3655票當選成功連任，游月華得2647票落敗。令民建聯仍然擁有馬鞍山區其中兩個議席（另一個議席為耀安選區的李世榮）。不過在2016年立法會新界東補選，民建聯周浩鼎於此選區的得票與上屆區議會選舉的得票相若；而屬泛民的公民黨楊岳橋的得票亦與游月華的得票相若。
- 大水坑選區（R34）

此選區內的欣安邨是受鉛水事件影響的屋邨之一。當區區議員容溟舟2007年以民主黨名義擊敗民建聯的何秀武當選，其後容溟舟因不滿民主黨支持政改方案，於2010年退出民主黨，轉而與其他退黨的新界東成員一同創立新民主同盟。上屆他以近700票之差擊敗民建聯的張子賢當選。今屆容溟舟再次受到張子賢的挑戰，唯選前退出新民主同盟，改以獨立人士身份參選。最後容溟舟仍以近300票之差再次擊敗張子賢連任。連同於頌安選區成功搶灘的葉榮，令馬鞍山除耀安邨以外的所有公共屋邨皆由泛民主派執政。
- 碧湖選區（R36）

劉偉倫於2003年以民主黨名義首次於碧湖選區當選至今，劉後來於2007年選舉成功連任後退出民主黨，以獨立泛民身份繼續社區工作，上屆區選以130票之差擊敗民建聯的社區幹事黃冰芬而連任，選後劉加入經民聯，變成建制派一員。今屆選舉，黃在區內碩門邨繼續服務，捲土重來再次挑戰劉偉倫。另一方面，因應政府強制驗樓計劃，選區內的翠湖花園於2013年籌備維修工程。然而一眾業主收到工程集資收費單時，始驚覺維修費用高達2.6億，平均每戶攤分20至30多萬，達到同類屋苑、同類工程規模攤分費用的五至六倍。當中一群不滿維修費過高的業主遂成立「翠湖花園維修工程關注大聯盟」，調查天價維修費的來龍去脈，追查之下最終成功揭發圍標和貪污，其中一名工程公司前東主丘瑞田，更被廉政公署落案起訴串謀多人提供合共4,500萬元賄款，以圍標方式取得沙田翠湖花園、濱景花園及土瓜灣華麗大廈的顧問及翻新工程合約。事件揭發後，翠湖花園屋苑居民翁愛明加入「全港業主反貪腐反圍標大聯盟」，並決定參選今屆選舉，加入戰團。最後，民建聯黃冰芬以2352票擊敗只獲1151票的劉偉倫，報回上次敗選之仇，而劉得票更不及翁愛明的1490票。由於經民聯另一成員湯寶珍在錦英選區連任失敗，經民聯在沙田區的民選議席「全軍覆沒」，只能保住當然議席（沙田鄉事委員會主席莫錦貴為經民聯成員）。

### 葵青區
過去葵青區議會為泛民主派的重鎮，選前一直是泛民主派唯一擁有過半數民選議席的區議會，而來屆區議會委任議席將會全數取消，因此葵青區被視為泛民主派最大機會重奪議會主導權的區域。同時建制派為維持過去8年在議會的主導權，在今屆選舉亦積極部署，派出多位新人參選挑戰現任區議員；葵青區因此變成了是屆選舉兵家必爭之地，民主黨及民建聯均派出了13人參選，各黨派均希望在此區開拓版圖，選情非常緊湊。最終，建制派全力動員下，首次成功取得過半數民選議席，更把多名民主黨區議員拉下馬，維持葵青區議會的主導權。不過，街工5名現任區議員依然成功連任，更取代民主黨成為區內泛民主派第一大黨。
- 葵盛東邨選區（S02）

現任議員，街工的周偉雄於上屆選舉以超過64%得票率，擊敗民建聯議員賴芬芳當選。今屆選舉賴芬芳沒有再參選，民建聯改派巫辰冬挑戰，另外在2009年因詐騙區議會活動開支被褫奪議席的前當區議員梁廣昌，以及報稱社團幹區的陳玉玲亦加入戰團，形成「四人混戰」的局面。最後周仍獲3212票，以近55%得票率擊敗三名對手成功連任，周更在宣佈選舉結果後即時向其女朋友求婚成功。
- 葵涌邨南選區（S06）

今屆選舉，由於選區劃界改變，原葵涌邨中選區重新加入於2007年被劃進葵興選區的葵涌邨春葵樓、夏葵樓、秋葵樓，選區名稱亦更改為葵涌邨南。現任葵涌邨中選區議員、街工成員黃潤達在此區爭取二度連任，民建聯則派出任職教師的李宏峯挑戰。最後黃獲2320票，以56%得票率擊敗李宏峯成功連任。
- 石蔭選區（S07）、大白田選區（S11）

石蔭及大白田兩個選區，過去一直由民主黨成員尹兆堅及徐生雄當選，其中徐生雄更在1994年開始當選區議員並連任至今，而尹兆堅則在2003年首次當選區議員，同樣連任至今。今屆選舉兩人分別受到兩位民建聯新人李世隆及郭芙蓉挑戰，選前兩區登記選民人數被發現有異常增長。最終，尹、徐兩人均不敵兩位民建聯首次參選的候選人，未能連任。恰巧的是尹、徐兩位對手比上屆選舉多取的票數與兩區所新增的選民人數相近，因而爆出了「種票」疑雲。選後，兩區不斷被揭發多宗懷疑「種票」個案。
- 石籬南選區（S09）、石籬北選區（S10）

兩個選區原稱「新石籬」及「石籬」選區，由於「石籬」選區的樓宇已重建成石籬（二）邨而改為現稱；石籬邨兩個選區過去一直由民主派控制，除2003年當時新石籬區議員黎少棠突投自由黨，泛民在該選區未能及時派人參選而失利，其後梁國華在四年後收復失地，並於2011年選舉成功連任；而石籬選區的林紹輝則由1999年起當選區議員並連任至今；今屆選舉兩人均尋求再度連任，梁國華於石籬南選區面對首次參選的新民黨吳家超挑戰，林紹輝則面對同樣首次參選的民建聯新人張燁媚挑戰。最終，林紹輝於石籬北選區以超過三分之二得票率，大比數擊敗張燁媚成功連任；但梁國華則以167票之差，敗予新民黨的吳家超，未能連任。而在點票期間出現懷疑點錯票問題，兩名候選人得票數與總數有差異，需要重新點票，但在重新點票後，仍然是吳家超以167票擊敗梁國華，梁國華暫對此無異議。此後，石籬邨兩個議席再次由不同政見的黨派取得議席。連同石蔭選區的尹兆堅及大白田選區的徐生雄連任失敗，民主黨本屆選舉於葵青區遭受重創，亦失去了東北葵涌的橋頭堡。
- 興芳選區（S16）

與芳選區於1999年成立，當時在葵涌邨選區擔任區議員的民主黨成員吳劍昇轉戰此區，並落戶成功。此後，吳亦於2003年、2007年及2011年區議會選舉成功連任。其中於2007年及2011年區議會選舉分別只以265及117票之差，兩度擊敗民建聯候選人梁嘉銘，惟兩人得票差距一直收窄。今屆選舉，由於選區重新劃界，劃走了吳過去服務多年的葵康苑及新葵興花園，加入了新入伙的葵聯邨，這次重新劃界一直被外界認為對民建聯的選情有利，而上屆選舉吳亦只以117票險勝，反映到吳的選情非常嚴峻。不過，選前數個月葵聯邨被揭發食水含鉛量超標，成為重災區之一，鉛水事件自然成為了此區選情的焦點，民建聯及梁嘉銘處理此事件的手法引起了葵聯邨部分居民不滿，為此區原本已經非常緊湊的選情再度升溫。最終，吳劍昇取得2701票，僅以72票之差，第三度擊敗民建聯的梁嘉銘，成功連任，惟二人的得票差距再度收窄，其餘大部分受到鉛水事件影響的選區均落入建制派手上。
- 荔景選區（S17）

該選區一直由前葵青區議會主席周奕希擔任區議員，他在1991年起皆在此選區自動當選至今，在2000年至2007年間更擔任葵青區議會主席。周奕希在2015年2月退出民主黨，在7月加入由前黨友黃成智成立的新思維。今屆他第5次自動當選，其後更當選為區議會副主席，成為目前18區區議會中唯一一位非建制派正副主席。
- 安灝選區（S19）

經民聯現任議員譚惠珍由1994年起當選連任至今，譚在過去2屆選舉均以近倍選票擊敗民主黨挑戰者連任。譚於2014年年中與同屬經民聯的委任議員方平於區內開設聯合辦事處，有分析指方平原本有意在今屆選舉轉戰安灝選區直選議席；但最後方平沒有報名參選，經民聯繼續派出譚惠珍爭取第五度連任，遇上民主黨成員劉肇恒挑戰，選情比以往激烈。最終，縱使譚惠珍得票比上屆多取近500票成功連任，但同時由於民主黨對手的得票增長了接近一倍下，雙方得票差距已大幅減少。
- 青衣南選區（S26）、長亨選區（S27）

民建聯的潘志成上屆選舉於青衣南選區自動當選連任，今屆選舉則受到「傘後組織」青年新政成員葉荏碩挑戰；民主黨的林立志則於上屆選舉在長亨選區擊敗時任區議員雷可畏當選，今屆選舉林爭取連任，而雷則捲土重來，此外還有民建聯的盧婉婷及上屆亦在此區參選落敗的夏龍雲加入戰團，形成「四人混戰」的局面。最終，民建聯的潘志成及盧婉婷分別取得近66%及56%得票，擊退青年新政挑戰者葉荏碩、民主黨現任區議員林立志，前長亨區議員雷可畏則只得165票，更因得票不足5%而被沒收選舉按金。此後，民建聯一統青衣西部寮肚山兩個議席。
- 青發選區（S28）

上屆於此區以不足一半得票率連任的滀小屏，今屆選舉轉戰翠怡選區，並交予在區內與潘小屏開設聯合辦事處的委任區議員林翠玲競逐。上屆選舉以近300票之差落敗的民主黨成員劉子傑捲土重來，同時亦受到以本土派及溫和民主力量自居的李漢森及黃健朗夾擊，形成「四人混戰」的局面，選情不容樂觀。最終，林翠玲以不足一半得票率，以365票之差擊敗劉子傑，成功轉戰直選議席連任，為上屆選舉結果的「翻版」。
- 長安選區（S29）

民建聯的現任區議員羅競成於上屆選舉自動當選連任，今屆選舉則受到「傘後組織」青年新政成員黃俊傑及民主黨成員何志偉挑戰，為泛民主派與「傘兵」出現「撞區」的選區之一。最終，羅競成取得2,359票成功連任，而黃俊傑則取得1,467票，何志偉卻只得554票。此區亦是三個青年新政與民主黨「撞區」的選區中，唯一一個是青年新政候選人的得票比民主黨候選人高的選區。

### 離島區
- 大嶼山選區（T01）

當區議員黃福根在2015年任期屆滿後宣佈退休，加上新一屆區議會取消委任議員制度，新界鄉議局主席劉皇發女婿、委任議員余漢坤於2015年2月決定辭任信和集團董事總經理，全心轉戰直選。大嶼山之友的劉敬彰、報稱獨立的袁玉華及地區人士譚秀娥亦加入角逐。最後余漢坤以1895票、略高於半數的得票率當選，成功由黃福根手上接棒。
- 逸東邨北選區（T02）、逸東邨南選區（T03）

逸東邨於2001年入伙，2003年選舉時新增逸東選區，由民建聯老廣成打敗民主黨郭平而當選。2007年選舉，由於有大量新大廈落成，逸東邨分成分為（一）邨與（二）邨兩個選區，名為逸東邨北及逸東邨南。老廣成在逸東邨南選區連任成功，並連任至今。分拆出來的逸東邨北選區則由工聯會鄧家彪打敗轉戰該區的郭平而當選，並於2011年選舉二次打敗郭平。今屆「傘兵」梁漢威於提名期最後一刻參選逸東邨北選區，阻止鄧家彪自動當選；上屆於逸東邨北敗於鄧家彪的民主黨郭平，今屆再次轉戰逸東邨南，與三度角逐連任的老廣成對決，為2003年區選的翻版。最後鄧以3091票的高票成功連任，郭平則以2469票、468票的優勢，成功阻止老廣成三度連任，報卻12年前敗選之仇，建制派失去逸東邨半邊堡壘，亦令民主黨首次在離島區議會取得議席。
- 東涌北選區（T04）

上屆選舉，獨立建制派林悅擊敗公民黨譚文豪當選，選後譚文豪轉戰九龍東。2014年，林悅被法庭裁定「企圖以欺騙手段取得金錢利益罪名成立」，而被判入獄21個月，被褫奪議員資格而使議席出缺，同年4月27日的補選，由公民黨大律師余俊翔取得1330票擊敗兩名候選人當選，令公民黨在離島區議會首次擁有兩席。今屆余俊翔角逐連任，對手是新民黨成員傅曉琳。最終傅曉琳取得1929票，以32票之差險勝余俊翔當選，為新民黨在今屆選舉中唯一一個擊敗公民黨候選人的選區。但由於郭平於逸東邨南選區當選，令泛民在離島區議會維持兩席。
- 東涌南選區（T05）

上屆委任議員、民建聯副主席周浩鼎由委任轉戰直選，代替該區同黨議員周轉香參選，面對傘兵王進洋（東涌人）挑戰。由於高投票率，使以為必拿一席的周進入不利情況，民建聯替他打告急牌，最後以234票之差擊敗對手。
- 愉景灣選區（T06）

公民黨容詠嫦由2000年起當選愉景灣選區議員至今，上屆區選擊敗新民黨地區幹事劉靖瑋成功連任，今屆她再次角逐連任，遇上愉景灣城市業主委員會趙德威，再加上一名獨立人士胡子良。最後容在得票比上屆增長的情況下，以1163票擊退趙、胡二人，第四次成功連任。由於東涌北選區的余俊翔（2014年東涌北補選勝出）連任失敗，公民黨在離島區議會減少至只有一席，不過同一時間民主黨的郭平在逸東邨南選區擊敗曾兩度連任的民建聯區議員老廣成，令泛民主派在離島區議會共擁有兩席。

## 爭議

### 賄款誘使本土派參選泛民選區「鎅票」
網台主持鄭永健以15萬利誘本土派參選泛民選區以圖「鎅票」。三名被告被判監兩年四個月至四年，唯幕幕後主腦及金主仍逍遙法外。

### 麥明詩男友成焦點
參選黃大仙龍星選區的執業大律師林作，因身為應屆港姐麥明詩男友，兼獲名作家陶傑支持並陪伴報名而引起關注，他更在政綱上註明「清洪 陶傑 全力推薦」，不過其背景卻令人質疑。他雖然聲稱為獨立人士，不過因表明支持政改「袋住先」，反對街頭抗爭，被質疑是「假獨立」。

### 區會候選人涉2013年指罵反梁示威者
屯門社區關注組派出4名成員參加今屆區議會選舉。有網民發現計劃出選屯門富泰選區的21歲何偉祥，曾於2013年行政長官梁振英出席天水圍地區論壇期間，為參與一群戴上口罩及穿黑衣男子追打反梁示威者的成員，並被《明報》拍攝拉開口罩喝水的畫面。其後升上大學後亦加入學民思潮。唯被網民質疑他曾為建制效力及有黑社會背景。
何偉祥於個人facebook承認，自己2013年的確曾參與有關活動，認為「每個人都曾經年少無知過」，並指放棄參與選舉活動，但其後表示會以獨立人士身份參選。屯門社區關注組發起人韓禮賢接受媒體查詢時表示，對何偉祥退選表示遺憾，正向選管會查詢何退選或更改其政治聯繫的可行性。但選舉事務處發言人稱，提名期結束後，不容許人退選。

### 無綫新聞涉製選情假新聞
2015年11月17日，無綫新聞報道區議會選情，出現助選團扮選民的涉嫌造假畫面。當時無綫報道港島南區置富選情，當中出現候選人朱慶虹街頭拉票時與街坊握手畫面，街坊熱情表示：「你做了那麼多年，我們當然要支持你！」
但壹傳媒的網媒《壹錘定音》發現，原來所謂「街坊」是朱慶虹的選舉代理人譚美寶及助選團成員。主持李慧玲批評，以助選團扮街坊支持的新聞，明顯誤導選民及公眾，以為該候選人得到很多街坊支持，應受譴責。她認為候選人和無綫都應該交代，例如無綫是否明知街坊是助選團，卻不作交代，抑或無綫也是苦主，被候選人欺騙。
朱慶虹回應記者查詢，確認新聞中和他握手的人是他的選舉代理人及助選團，又推說他們沒有穿上助選的衣服，所以其實他們也是『街坊』。他指握手的主意是TVB新聞記者提出，又指自己受訪經驗不足，所以沒有即時提醒無綫，更認為無綫有責任向他確認支持者是否他的助選團。香港獨立媒體亦有作者表示自己身在現場，撰寫文章現身說法。

## 選舉呈請
共有6名落敗的參選人入稟提出選舉呈請，申請推翻選舉結果。其中，北區祥華更同時有兩名落敗候選人提出選舉呈請。
| 選區       | 呈請人 | 政黨/所屬團體 | 備註及結果                                            |
| ---------- | ------ | ------------- | ----------------------------------------------------- |
| 北區祥華   | 葉曜丞 | 新界社團聯會  | 於2016年2月被高等法院法官以程序出錯為由，下令撤銷呈請 |
| 北區祥華   | 黃嘉浩 | 北區動源      |                                                       |
| 黃大仙池彩 | 何賢輝 | 民建聯/工聯會 | 高等法院於2017年10月裁定呈請人敗訴                    |
| 北區石湖墟 | 王潤強 | 民建聯        | 高等法院於2016年11月裁定呈請人敗訴                    |
| 東區康怡   | 洪龍荃 | 新民黨        |                                                       |
| 西貢維景   | 黃成光 | 獨立民主派    | 於2017年4月被高等法院法官以呈請人理據不足為由撤銷呈請 |

## 官方宣傳
有別過去幾屆的區議會選舉（包括2007年及2011年），這屆區議會選舉並未有安排藝人擔任代言人進行宣傳。

## 相關節目
- 亞洲電視本港台在11月22日15:45及21:55播出《新聞簡報》報道投票情況。
- 無綫電視翡翠台在11月22日07:30、15:05、17:00、22:30播出《區選快訊》報道投票情況，以及在11月23日01:30-02:35分析結果。
- Now新聞台在11月22日22:25-23:30播出特備節目公佈票站調查及分析結果。

## 外部連結
- 2015年區議會選舉官方網站 （页面存档备份，存于）